# Liste der Orte im Landkreis Passau
Die Liste der Orte im Landkreis Passau listet die 2079 amtlich benannten Gemeindeteile (Hauptorte, Kirchdörfer, Pfarrdörfer, Dörfer, Weiler und Einöden) im Landkreis Passau auf.

## Systematische Liste
Alphabet der Städte und Gemeinden mit den zugehörigen Orten.
- Die Gemeinde Aicha vorm Wald mit 32 Gemeindeteilen:
  - Pfarrdorf Aicha vorm Wald
  - Kirchdorf Weferting
  - Dörfer Arbing, Frauenholz, Minsing, Mötzling, Neusessing, Niederham, Renholding, Wiening, Wiesing und Wollmering
  - Weiler Bruck, Ecking, Edt, Fickenhof, Ganharting, Lehen, Nußbaum, Preßfurt, Schilding, Stolzing und Weidenhof
  - Einöden Fickenhofmühle, Grieshof, Gstöcket, Hopsing, Klingermühle, Minsingermühle, Pfarrhof, Reuth und Röcklmühle

- Der Markt Aidenbach mit 19 Gemeindeteilen:
  - Hauptort Aidenbach
  - Dörfer Heft, Hollerbach und Mistlbach
  - Weiler Agendorf, Buchenöd, Gunzing, Hauptmannsberg, Köching, Mandlmühle, Penzing, Rannerding und Schöfbach
  - Einöden Bärnthal, Senging, Steinpoint, Stetten, Waidthoma und Weingarten

- Die Gemeinde Aldersbach mit 52 Gemeindeteilen:
  - Pfarrdörfer Aldersbach, Pörndorf und Walchsing
  - Kirchdörfer Gainstorf, Kriestorf und Uttigkofen
  - Dörfer Freundorf, Gumperting, Haidenburg, Seier, Weidfeld, Wenig und Wifling
  - Weiler Adenberg, Am Käserberg, Atzenberg, Galgenberg, Haag, Haidach, Heinrichsdorf, Hiendlöd, Hinteröd, Hirt, Meiering, Moos, Niederöd, Ölat, Reit, Röslöd und Sankt Peter
  - Einöden Ammerreuth, Beiglöd, Duschlöd, Eck, Edelsbrunn, Eggerting, Grüneröd, Haideck, Harreröd, Holzhausen, Holzhäuser, Hütter, Karglöd, Kramersepp, Maierhof, Neustift, Reuth, Schwaig, Schwarzholz, Stocköd, Vogler und Wetzstein

- Die Gemeinde Bad Füssing mit 41 Gemeindeteilen:
  - Pfarrdörfer Aigen am Inn, Bad Füssing und Würding
  - Kirchdörfer Egglfing a.Inn, Gögging und Safferstetten
  - Dörfer Aufhausen, Hart, Holzhäuser, Irching, Oberreuthen, Riedenburg und Voglöd
  - Weiler Aichmühle, Angering, Flickenöd, Mitterreuthen, Steinreuth, Thalau, Thalham, Weidach, Wendlmuth, Wies und Zwicklarn
  - Einöden Ainsen, Brandschachen, Dürnöd, Eitlöd, Geigen, Hilling, Holzhaus, Hub, Pichl, Pimsöd, Poinzaun, Schieferöd, Schöchlöd, Thierham, Unterreuthen und Zieglöd
  - Anstalt Am Johannesbad

- Die Stadt Bad Griesbach i. Rottal mit 105 Gemeindeteilen:
  - Hauptort Bad Griesbach i. Rottal
  - Pfarrdörfer Karpfham, Reutern, Sankt Salvator und Weng
  - Kirchdörfer Parzham, Reisbach und Sankt Wolfgang
  - Stadtteil Bad Griesbach-Therme
  - Dörfer Adlmörting, Afham, Aicha im Tal, Amsham, Aunham, Buchet, Einöden, Geisberg am Wald, Kurzholz, Lederbach, Oberndorf, Schwaim, Singham, Steina, Thal, Thanham, Thiersbach, Zachstorf und Zehentreith
  - Weiler Au, Birchau, Breitenloh, Brennberg, Endham, Forsting, Geisberg, Grieskirchen, Höllthal, Hölzlmaier, Hub bei Griesbach, Hubersberg, Hundshaupten, Kager, Katzham, Kemading, Köpfstatt, Maierhof, Moos, Niedermühle, Niederreutern, Niederweng, Oberham, Rehwinkl, Schildorn und Schratzenberg
  - Einöden Aicha, Baumgarten, Brimsmaier, Churfürst, Dobl, Eckartsöd, Eden, Edengrub, Edt, Falkenöd, Forsthub, Förstl, Freudenöd, Fuchshub, Furtner, Großthann, Großtrenk, Haag, Hager, Hasenberg, Haslreith, Haunberg, Höll, Hölldobl, Hub bei Weng, Hundsmaier, Kleintrenk, Kremsöd, Lohmann, Matzenöd, Neukl, Niedergrün, Obergrün, Obermühle, Rottdobl, Rotthof, Sibler, Strenberg, Thalham, Thannreith, Untermühle, Viertelsbach, Weg, Wegertsöd, Weghof, Weinberg, Wiesling, Wimm, Wimpeßl und Würm

- Die Gemeinde Beutelsbach mit 30 Gemeindeteilen:
  - Pfarrdorf Beutelsbach
  - Dörfer Aicha, Anham, Langenbruck, Ledering, Moos und Tillbach
  - Weiler Au, Bergham, Fadering, Freyung, Hinterskirchen, Kettenham, Kleeberg, Klessing, Kurzenbruck, Oberham, Rappmannsberg, Sperklgrub, Thal, Unterholzen und Weihersberg
  - Einöden Atzing, Buch, Goppenberg, Oberndobl, Sextlgrub, Strixen, Wiesa und Wimpassing

- Die Gemeinde Breitenberg mit 19 Gemeindeteilen:
  - Pfarrdorf Breitenberg
  - Dörfer Gegenbach, Gollnerberg, Hirschenberg, Rastbüchl, Schönberg und Ungarsteig
  - Weiler Burgstallberg, Gollnerhäuser, Hangerleiten, Jägerbild, Jägersteig, Kohlstatt, Neumühle, Obernstein und Spiesbrunn
  - Einöden Sonningersteig und Tiefleiten
  - Siedlung Schönberghäuser

- Die Gemeinde Büchlberg mit 36 Gemeindeteilen:
  - Pfarrdörfer Büchlberg und Denkhof
  - Dörfer Bärnreuth, Eberhardsberg, Edthof, Gutwiesen, Kammerwetzdorf, Manzenberg, Mitterbrünst, Oberkatzendorf, Saderreut, Schwolgau, Sölling und Tannöd
  - Weiler Draxing, Freimadlsäge, Germannsberg, Gummering, Haizing, Hartingerhof, Hof, Nirsching, Obermühle, Schwieging, Steinberg, Unterkatzendorf und Windpassing
  - Einöden Freihof, Heideck, Heiligenbrunnmühle, Kittlmühle, Kothmühle, Reitberg, Steinmühle, Wolfschädlmühle und Wotzing

- Der Markt Eging am See mit 30 Gemeindeteilen:
  - Hauptort Eging am See
  - Dörfer Altenreit, Alzenhof, Gaisruck, Harmering, Hörmannsdorf, Jederschwing, Loipfering, Märzing, Neuloipfering, Otting, Rannetsreit, Rohrbach und Rohrbachholz
  - Weiler Burgstall, Einzendobl, Hofstetten, Kalling, Kroißenhof, Mühlholz, Mühlreit, Passerting, Ritzging und Ruberting
  - Einöden Alzenmühle, Böhmöd, Hartmannsreit, Kollmering und Kroißenmühle
  - Sonstiger Ort Gaisruckmühle

- Die Gemeinde Fürstenstein mit 20 Gemeindeteilen:
  - Pfarrdörfer Fürstenstein und Nammering
  - Kirchdorf Oberpolling
  - Dörfer Einzenberg, Fälsching, Kollnberg, Panholz, Reuth und Unterpolling
  - Weiler Kapfham, Lehen, Oed, Raming, Reutherfurth, Steining und Thurmannsdorf
  - Einöden Einzendoblmühle, Kollnbergmühle, Sanzenhof und Wendlberg

- Der Markt Fürstenzell mit 124 Gemeindeteilen:
  - Hauptort Fürstenzell
  - Pfarrdörfer Bad Höhenstadt, Engertsham und Jägerwirth
  - Kirchdorf Rehschaln
  - Dörfer Altenmarkt, Aspertsham, Ausham, Endau, Gadham, Geiselberg, Gföhret, Gurlarn, Haunreut, Hofmark, Holzbach, Irsham, Kleingern, Obereichet, Pfalsau, Scheuereck, Steinhügl und Voglarn
  - Weiler Aiching, Distlzweil, Dorf, Edt, Fünfeichen, Gimplarn, Hafering, Hocheck, Holzhäuser, Hörbertsham, Hub, Kemating bei Bad Höhenstadt, Kemating bei Voglarn, Kleinloipertsham, Kleintann, Krottenthal, Kühloh, Loipertsham, Munzing, Oberaign, Oberirsham, Oberreisching, Obersulzbach, Parsting, Pemelöd, Pilzweg, Sandten, Straß, Untereichet, Untersimbach, Urlharting, Wallham, Wartmanning, Weidenberg und Wimberg
  - Einöden Aubach, Aumühle, Bibing, Bromberg, Brunndobl, Burgdobl, Dinglreit, Edenweg, Edlwang, Eggerswiesen, Ginglsöd, Gollwitzer, Großsandten, Großtann, Gründobl, Grüntobel, Haufenberg, Hausberg, Hieblmühle, Hiefing, Hilleröd, Hissenau, Hohenau, Holzhammer, Holzstadl, Höng, Hundsöd, Irsöd, Kalkberg, Kaps, Kitzbichl, Klessing, Kumpfmühle, Kurzholz, Lachham, Liebenreut, Mahd, Maieröd, Moosbauer, Oberhaushof, Obermühle, Obersimbach, Oderer, Parzham, Peslöd, Prims, Reising, Reut, Schönau, Spirkenöd, Spitzöd, Steindobl, Strangmühle, Tannet, Unteraign, Unterhaushof, Untervoglarn, Wallmberg, Wallmer, Weidenthal, Welln, Wiesen, Wiesenöd, Willenreut, Würfelsdobl und Zwieselsberg

- Die Gemeinde Haarbach mit 64 Gemeindeteilen:
  - Pfarrdörfer Haarbach, Oberuttlau, Rainding und Wolfakirchen
  - Kirchdorf Grongörgen
  - Dörfer Anleng, Bergham, Edt, Freiling, Haarbacherloh, Hötzenham, Kemauthen, Kroißen, Oberhörbach, Oberthambach, Riedertsham, Sachsenham, Schnellertsham, Unterhörbach, Unteruttlau, Wies und Zell
  - Weiler Brunnwies, Dobl, Eschlbach, Freudenheim, Haasen, Halmöd, Hilloed, Hitzling, Hof, Hofstetten, Holzhäuser, Kleinthann, Kreuzbach, Kronholz, Lerchen, Machham, Niederham, Nussertsham, Oberndorf, Oberthalham, Schmelzenholzham, Unterthalham, Unterthambach und Winkl
  - Einöden Berger, Binderöd, Churfürst, Englöd, Freudenberg, Grillenöd, Grub, Haarbachfeld, Hacken, Hausenberg, Kellberg, Klobach, Kronöd, Langdobl, Loh, Rauschöd, Schmalzöd und Wienertsham

- Die Stadt Hauzenberg mit 97 Gemeindeteilen:
  - Hauptort Hauzenberg
  - Kirchdörfer Germannsdorf, Haag, Oberdiendorf und Wolkar
  - Dörfer Anetzbergerhof, Aubach, Bauzing, Berbing, Brand, Eben, Eitzingerreut, Freudensee, Fürsetzing, Gießübl, Glotzing, Guppenberg, Haagwies, Haghäusel, Hemerau, Innerhartsberg, Jahrdorf, Kaltrum, Kollersberg, Kramersdorf, Krinning, Lacken, Leitenmühle, Niederbrünst, Niederkümmering, Nottau, Oberholz, Oberkümmering, Ödhof, Penzenstadl, Perling, Petzenberg, Pisling, Raßberg, Raßreuth, Renfting, Röhrendobl, Rothmahd, Ruhmannsdorf, Schachert, Schröck, Schulerbruch, Sickling, Steinberg, Thiessen, Tiessenhäusl, Wehrberg, Weiherreuth, Windpassing und Wotzdorf
  - Siedlung Kropfmühl
  - Weiler Auhäusl, Duscherpoint, Erlet, Fürhaupt, Geiersberg, Grub, Hofacker, Hunaberg, Kaindlmühle, Kainzöd, Kinatöd, Lieblmühle, Lindbüchl, Loifing, Mahd, Neuhäusl, Neumühle, Oberneuhäusl, Sieglmühle, Sterlwaid, Taxberg und Wastlmühle
  - Einöden Aubachmühle, Aufeld, Bachhäusl, Garham, Gemeindewies, Grüblmühle, Haidenhof, Inneröd, Jahrdorferschacht, Klingerreuth, Knödlsederhof, Kolleralpe, Lichtenau, Neustift, Sicklingermühle, Staffenöd, Steindobl, Steinhofmühle und Stemplingerhof

- Der Markt Hofkirchen mit 57 Gemeindeteilen:
  - Hauptort Hofkirchen
  - Kirchdorf Garham
  - Dörfer Edlham, Entweg, Grubhof, Gsteinöd, Hagenham, Hilgartsberg, Holzham, Leithen, Oberschöllnach, Pirka, Reitern, Solla, Tracking und Zaundorf
  - Weiler Aichet, Anger, Bichlberg, Edt, Gelbersdorf, Henhart, Kapfham, Neuderting, Niederndorf, Oberlangrain, Oberneustift, Oberngschaid, Oberriegl, Oitzet, Seehof, Spitzholz, Untergschaid, Unterneustift, Unterschöllnach, Unterstaudach, Voggenreut und Wiffling
  - Einöden Berg, Bruckmühl, Eben, Fürstmühl, Gmein, Hachelberg, Hof, Hufnagl, Klafterding, Kühbeckberg, Lerchberg, Moserholz, Mühlloh, Philippswart, Reit, Semmelreut, Unterlangrain, Wimmhof und Witzelberg

- Der Markt Hutthurm mit 44 Gemeindeteilen:
  - Hauptort Hutthurm
  - Kirchdörfer Hötzdorf, München und Prag
  - Dörfer Anzenreuth, Auberg, Auretzdorf, Brennschinken, Gaisbach, Großthannensteig, Guttenhofen, Kalteneck, Kleinthannensteig, Klössing, Lebersberg, Lenzersdorf, Lenzingerberg, Leoprechting, Niederpretz, Oberpretz, Tragenreuth, Voglöd und Wimperstadl
  - Weiler Bärnbach, Eschberg, Grabling, Grubhof, Hochgstaudert, Kleeham, Kremplsberg, Mitterling, Ramling, Rußöd, Salzgattern, Vendelsberg, Wotzmannsdorf und Zolling
  - Einöden Hartmannsbrand, Köpplhof, Köpplmühl, Landirn, Neuhausmühle und Stempmühl
  - Elektrizitätswerk Aumühle

- Die Gemeinde Kirchham mit 27 Gemeindeteilen:
  - Pfarrdorf Kirchham
  - Dörfer Eggen, Erlbach, Schambach und Tutting. Die Siedlung Waldstadt
  - Weiler Bach, Hof, Moos, Osterholzen, Reith und Weinberg
  - Einöden Angloh, Ed, Hinterberg, Hinteröd, Hofgarten, Hoheneich, Ort, Reisner, Roidenhub, Senget, Stadlöd, Staubermühle, Stocking, Uttelsberg und Zanklöd

- Der Markt Kößlarn mit 51 Gemeindeteilen:
  - Hauptort Kößlarn
  - Dörfer Danglöd, Holzhäuser, Malgertsham, Oberwesterbach, Ragern und Thanham
  - Weiler Aicha, Ebertsfelden, Fuchsöd, Griesingsreith, Grünberg, Hofreith, Hoisberg, Hubreith, Leithen, Loh, Moosmühle, Neuwimm, Öd, Popolarn, Stelzöd und Thurn
  - Einöden Aspertshub, Bernwalln, Biering, Binderöd, Brunndobl, Druchsöd, Ebertsöd, Enthof, Forstöd, Freinberg, Gerstloh, Hengersberg, Kohlleiten, Krumpendobl, Meier am Hof, Preising, Putzöd, Riedlöd, Schachlöd, Schmidöd, Schönmoos, Schreindobl, Spielberg, Staubmühle, Sunklöd, Veitlöd, Vormholz und Zeindlöd

- Die Gemeinde Malching mit 52 Gemeindeteilen:
  - Pfarrdorf Malching
  - Dörfer Berghausen, Biberg, Nündorf, Urfar und Voglarn
  - Weiler Asperl, Halmstein, Hart, Jetzenau, Oberhiebl, Oberhof und Rottmaier
  - Einöden Beham, Bergham, Biermaier, Bongern, Bucklmühle, Bullarn, Dantl am Hart, Deisböck, Dreiblbauer, Driehäupl, Eglsee, Engertsöd, Enzing, Forstberg, Forstlehn, Forstner, Gimpl, Götting, Gottschall, Harham, Harmansöd, Hilbing, Hochleithen, Hurn, Kargl vorm Wald, Leitendobl, Lindach, Naglbauer, Niederhof, Putz, Reith, Starzenöd, Steinhiebl, Stündln, Wallner, Weinberg, Wimmer, Wimmeröd und Zinsberg

- Die Gemeinde Neuburg am Inn mit 22 Gemeindeteilen:
  - Pfarrdörfer Dommelstadl und Neukirchen a.Inn
  - Dörfer Dobl, Fürstdobl, Grünet, Höch, Kurzeichet, Neuburg am Inn, Pfenningbach, Reuth, Schmelzing, Steinhügel und Straß
  - Weiler Aubach, Breitengern, Kälberbach, Kopfsberg, Leithen und Niederreisching
  - Einöden Abraham und Schönau

- Die Gemeinde Neuhaus am Inn mit 19 Gemeindeteilen:
  - Pfarrdörfer Mittich, Neuhaus am Inn und Vornbach
  - Dörfer Afham, Döfreuth, Pumstetten, Reding, Rothof und Voglmühle
  - Weiler Hartham, Höchfelden, Holzham, Mattau, Niederschärding und Weihmörting
  - Einöden Huttenthal, Kasöd, Sieghartsmühle und Wasen

- Die Gemeinde Neukirchen vorm Wald mit 41 Gemeindeteilen:
  - Pfarrdorf Neukirchen vorm Wald
  - Dörfer Feuerschwendt, Haag, Klessing, Möging, Neppersdorf, Pilling, Pirking, Stallham, Streifing, Vocking, Weiding und Witzling
  - Weiler Büchl, Dettenbachhof, Döttlmühle, Fratzendorf, Friebersdorf, Geiermühle, Götzendorf, Grubhof, Höherberg, Hötzendorf, Loosing, Richting, Saag, Sanzing, Waldenreut, Weg und Weisching
  - Einöden Ferzing, Geierhof, Gstöcket, Kolomann, Niesberg, Renning, Sickenthal, Stelzmühle, Waldenreuthermühle und Watzing
  - Sonstiger Ort Steinhof

- Der Markt Obernzell mit 21 Gemeindeteilen:
  - Hauptort Obernzell
  - Dörfer Ederlsdorf, Erlau, Grub, Haar, Leopoldsdorf, Nottau und Rackling
  - Weiler Matzenberg, Niedernhof und Öd
  - Einöden Bärnbachmühle, Breitwies, Eckerstampf, Edlhof, Figermühle, Holzschleife, Hötzmannsöd, Ödstadl, Rollhäusl und Steinöd

- Der Markt Ortenburg mit 112 Gemeindeteilen:[2]
  - Hauptort Ortenburg
  - Pfarrdörfer Dorfbach, Holzkirchen, Neustift, Oberiglbach und Unteriglbach
  - Kirchdörfer Sammarei und Steinkirchen
  - Dörfer Afham, Bindering, Blindham, Buch, Galla, Göbertsham, Hinterhainberg, Hübing, Isarhofen, Kaltenöd, Kamm, Knadlarn, Königbach, Lohfeld, Maierhof, Moosham, Nicklgut, Niederham, Parschalling, Schwaibach, Söldenau, Steinbach, Unterthannet, Vorderhainberg, Weinberg und Würding
  - Weiler Aisterham, Au, Aunberg, Berghof, Birka, Blasen, Buchet, Butzenberg, Elexenbach, Froschau, Gießhübl, Greil, Hasling, Hifering, Hinding, Hinterschloß, Jaging, Kronthal, Kühhügl, Leingart, Lengfelden, Luisenthal, Neuhaus, Oberöd, Ottenöd, Rammelsbach, Röhrn, Schöfbach, Unterhartdobl, Unteröd, Urlmanning, Vorderschloß, Wappmannsberg, Weng, Weweck und Wurmaign
  - Einöden Ackersberg, Bärndobl, Baumgarten, Breitreut, Demmlstadl, Dobl, Drittenthal, Gassenmann, Hacklmühle, Heimpering, Hierling, Hilking, Hochhaus, Höck, Höfl, Irgenöd, Kaiseraign, Kallöd, Klugsöd, Kollmann, Kronöd, Linden, Lughof, Maiersberg, Oberhartdobl, Oberoh, Paulberg, Probstöd, Rauscheröd, Schalkham, Schallnöd, Schlott, Schmelzöd, Schwiewag, Spiegel, Thal, Unteroh, Wackersberg, Weghof, Wimberg, Wolfa und Zell

- Die Stadt Pocking mit 68 Gemeindeteilen:[3]
  - Hauptort Pocking
  - Ehemaliger Markt Hartkirchen
  - Pfarrdorf Schönburg
  - Kirchdörfer Eggersham, Kühnham und Oberindling
  - Dörfer Anzing, Brunnader, Haar, Haid, Inzing, Leithen, Neuindling, Pfaffing, Prenzing, Reisting, Rottau, Schlupfing, Thalling, Unterrohr, Wolfing, Wollham und Zell
  - Siedlungen Königswiese und Rottwerk
  - Weiler Aumühle, Berg, Felding, Haidhäuser, Haidzing, Hund, Kapfham, Kollmannsöd, Mitterrohr, Niederindling, Nöham, Oberrohr, Reith, Rutzing, Schnellham, Spitzöd und Viehweid
  - Einöden Ausbach, Bärnau, Beham, Bruckhof, Doblham, Edt, Erben, Gerau, Gern, Gstetten, Hub, Koj, Kojmühle, Maierhof, Mooshaus, Oed, Pfaffenhof, Pimshof, Poxöd, Reindlöd, Stadlöd, Steindorf, Tannenbaum, Veicht, Wasen und Zieglhaus

- Der Markt Rotthalmünster mit 85 Gemeindeteilen:
  - Hauptort Rotthalmünster
  - Pfarrdorf Asbach
  - Kirchdorf Weihmörting
  - Dörfer Baderöd, Dobl, Hellham, Holzhäuser, Holzhäuser, Karpfham (Bahnhof), Kühbach, Pattenham, Penning, Priel, Wangham und Wopping
  - Weiler Altasbach, Andriching, Au, Auggenthal, Auretsdobl, Buch, Hindling, Hirla, Höchfelden, Kaina, Kopp, Lageln, Lug, Maierhof, Naglmühle, Neugertsham, Reutern, Rucking, Schalkham, Schöffau, Steindorf, Unterwesterbach, Volkertsham und Wurmstorf
  - Einöden Aicha, Allertsöd, Altschörg, Andorf, Asenbauer, Berating, Berg, Bründlleithen, Denk, Ed, Eggenberg, Enichl, Enzenbach, Faltlleithen, Fetzenöd, Frauenmühle, Frauenöd, Gimpl auf der Stadlöd, Hirting, Höllöd, Huberlöw, Kollnöd, Laina, Leherbauer, Leithen, Linding, Löwenau, Mailham, Manertsöd, Oedmann, Reith, Reitmaier, Riedhof, Rottfelling, Safferl, Sagermühle, Schmalhof, Schneepoint, Senftl, Teuflöd, Urberbauer, Weg, Weger, Weiheröd, Weinberg und Wiesberg

- Die Gemeinde Ruderting mit 22 Gemeindeteilen:
  - Pfarrdorf Ruderting
  - Dörfer Fischhaus, Sittenberg und Trasham
  - Weiler Attenberg, Ebental, Gastorf, Rockerfing, Tauschberg, Trautenberg, Wullersdorf und Zwischenberg
  - Einöden Böheimmühle, Fillasöd, Hatzesberg, Irlmühle, Petzersberg, Reisach, Reiserberg, Reithof, Rußmühle und Weikersdorf

- Der Markt Ruhstorf an der Rott mit 74 Gemeindeteilen:
  - Pfarrdörfer Hader und Ruhstorf an der Rott
  - Kirchdörfer Berg, Eholfing, Rotthof und Sulzbach a.Inn
  - Dörfer Anger, Au, Eglsee, Essenbach, Grund, Hütting, Kleeberg, Pillham, Reiserfeld, Schmidham und Trostling
  - Siedlung Steinwies
  - Weiler Barhof, Berging, Buchet, Eden, Feiln, Frimhöring, Gänshall, Hausmanning, Heigerding, Heigerting, Höhenmühle, Holzhäuser, Hörgertsham, Hotting, Hötzling, Humpertsau, Krottenberg, Leopoldsruh, Mitterdorf, Neudöbl, Niederhofen, Piesting, Rosenberg, Rottersham, Schindelwöhr, Sicking, Steindorf und Winkl
  - Einöden Asenham, Basendobl, Buch, Dobl, Eiching, Erbersdobl, Euling, Freiung, Heinrichsdobl, Henning, Hindlau, Hochhaus, Holzöd, Kapsreit, Kohlpoint, Kroneck, Kühweid, Liegharting, Lindau, Maierhof, Niederreith, Oberreith, Reschau, Schenkendobl, Stockland, Vorreith, Wehrhäuser und Zeintlmühle

- Die Gemeinde Salzweg mit 52 Gemeindeteilen:
  - Pfarrdörfer Salzweg und Straßkirchen
  - Dörfer Angl, Englboldsdorf, Euzersdorf, Franklbach, Frankldorf, Krietzing, Limbach, Schlott, Steinbüchl, Willhartsberg und Witzmannsberg
  - Weiler Atzmannsdorf, Eggersdorf, Frauenhof, Gstöttmühle, Haag, Hof, Hütten, Innerreut, Jägeröd, Judenhof, Kamping, Kindleinsberg, Kinsing, Koglhof, Kronawitten, Neuhäuser, Oberilzmühle, Ratzing, Seiersdorf, Stolling, Stuhlberg, Unterilzmühle, Witzersdorf und Wurmeck
  - Einöden Ambrosmühl, Auhäusl, Außernreuth, Hofstetten, Hundswinkl, Kiesling, Kleinfelden, Leitzing, Lichtenöd, Obersimboln, Schwarzmühle, Stolzesberg, Teufelsmühl, Untersimboln und Wulzing

- Die Gemeinde Sonnen mit 21 Gemeindeteilen:
  - Pfarrdorf Sonnen
  - Dörfer Haselberg, Niederneureuth, Oberneureuth, Oberneureutherwaid, Schauberg, Stüblhäuser und Thierham
  - Weiler Binderhügel, Grubwies, Haidensäg, Hinterau, Holzgattern, Rannaberg, Roßau und Schneideröden
  - Einöden Bruckleiten, Herrnholz, Höllwies, Keinzlmühle und Schönwiese

- Die Gemeinde Tettenweis mit 62 Gemeindeteilen:
  - Pfarrdorf Tettenweis
  - Dörfer Großhaarbach, Oberschwärzenbach, Ottenberg, Parnham, Poigham und Tiefendobl
  - Weiler Bunding, Burgerding, Geisberger, Gerau, Geroling, Heinriching, Holzhäuser, Holzhäuser bei Ottenberg, Kleinhaarbach, Leopoldsberg, Mitterham, Neuhofen, Reith, Schwarz, Sprödhub, Taubenhub, Tettenham, Trümmerer und Unterschwärzenbach
  - Einöden Aumühle, Baumbauer, Berg, Birndorf, Breinreith, Breitwies, Bruckhaus, Droinend, Eden, Engleder, Erbertsöd, Frankenberg, Freiung, Grub, Heftlehner, Indinger, Kandling, Knoglham, Kreiling, Krennleiten, Ludlmühle, Maierhof, Mitterhaarbach, Ranzing, Rauscher, Riedhof, Rodler, Spieleder, Stadlreith, Tadlhub, Thalau, Waitzau, Weißenberg, Wernreith, Wiesen und Wollstorf

- Die Gemeinde Thyrnau mit 44 Gemeindeteilen:
  - Pfarrdörfer Kellberg und Thyrnau
  - Dörfer Donauwetzdorf, Eggersdorf, Fattendorf, Gosting, Hundsdorf, Kapfham, Kelchham, Maierhof, Satzbach, Schmiding, Schörgendorf, Wingersdorf, Zwecking und Zwölfling
  - Weiler Buchsee, Facklmühle, Gastering, Grillenberg, Hitzing, Hörreut, Leithen, Löwmühle, Mitteröd, Papiermühle, Pulvermühle, Raßbach, Schmölz, Waning und Weihermühl
  - Einöden Aichet, Birket, Grafmühle, Kernmühle, Kienzlmühle, Kienzlreuth, Mittermühle, Panholz, Stinglmühle, Stockethof, Vocking und Wolfersdorf
  - Bahnhof Schaibing

- Die Gemeinde Tiefenbach mit 78 Gemeindeteilen:
  - Pfarrdörfer Kirchberg vorm Wald und Tiefenbach
  - Kirchdorf Haselbach
  - Dörfer Allerting, Bäckerreut, Boderding, Gerlesberg, Gotting, Götzing, Gramming, Hauzenberg, Hof, Hörmannsberg, Irring, Lapperding, Moos, Niedernhart, Oberndorf, Oberöd, Ötzing, Ranzing, Ritzing, Rötzing, Seining, Thal, Thalham, Unterjacking und Wilmerting
  - Weiler Brauchsdorf, Buch, Eckhof, Epping, Fatting, Gablöd, Geferting, Haselham, Haselmühle, Hirzing, Kafferding, Kiesling, Kronreut, Leithen, Lengfelden, Lindach, Lohhof, Neuhaus, Oberhaselbach, Oberkaining, Oberkogl, Prexlmühl, Reut, Schlott, Schmidöd, Unterkogl, Vollerding und Weberreut
  - Einöden Alter Pfarrhof, Antesberg, Dornreut, Eben, Frauenmühle, Gern, Grubmühle, Hafning, Haidreuth, Maierhof, Mausmühle, Mittermühl, Oberjacking, Permeting, Petermühl, Rast, Reisach, Rettenberg, Schnelling, Schwaiberg, Streicherberg und Unterkaining

- Der Markt Tittling mit 30 Gemeindeteilen:
  - Hauptort Tittling
  - Dörfer Eisensteg, Englburg, Göttersberg, Hohenwart, Hörmannsdorf, Hötzendorf, Kothingrub, Loizersdorf, Preming, Pretz, Rothau, Siebenhasen, Stützersdorf und Wildenberg
  - Weiler Anschießing, Dobl, Gehersberg, Gneisting, Masering, Muth, Roitham, Tresdorf und Windorf
  - Einöden Badlhof, Böhmreut, Lanzendorf, Schneidermühl und Taubenweid
  - Sonstiger Ort Rothaumühle

- Der Markt Untergriesbach mit 106 Gemeindeteilen:
  - Hauptort Untergriesbach
  - Pfarrdörfer Gottsdorf und Schaibing
  - Dörfer Diendorf, Gammertshof, Grögöd, Grub, Haunersdorf, Hubing, Hundsruck, Jochenstein, Kappelgarten, Kinzesberg, Kroding, Krottenthal, Lämmersdorf, Leizesberg, Nebling, Pfaffenreut, Rampersdorf, Ratzing, Riedl, Rothenkreuz, Saxing, Schergendorf, Scherleinsöd, Spechting, Stollberg, Taubing, Unterötzdorf und Ziering
  - Siedlung Ficht
  - Weiler Eck, Endsfelden, Fichtwiesen, Friedlgrub, Gotting, Habersdorf, Hamet, Hanzing, Hastorf, Hinterkühberg, Hitzing, Knittlmühle, Kronawitthof, Kühberg, Linden, Lindlmühle, Niederndorf, Oberötzdorf, Ramesberg, Roll, Sperrhäusl, Steinbruck, Steinbüchl, Unterreut, Vorholz, Willersdorf, Würm und Zipf.
  - Einöden Bachhäusl, Berghof, Brunnreut, Dienberg, Dürrmühle, Eckersäg, Eckerstampf, Eckmühle, Feldhäusl, Gebrechtshof, Gebrechtsmühle, Glotzing, Grünau, Herrnwies, Hochreut, Hochwiesel, Höhenberg, Holzhäusl, Kagerreut, Knappenhäusl, Kohlbachmühle, Kronawitten, Mairau, Mittereck, Mitterreut, Neureuth, Oberöd, Oberreut, Ochsenreut, Ornatsöd, Paulusberg, Priel, Rechab, Reut, Richtermühle, Riedlerhof, Schreinerhäusl, Stollbergmühle, Tabakstampf, Unteröd, Waldfriede, Weidwies, Wesseslinden, Würmmühle und Zaunbrechl
  - Sonstiger Ort Hintersäg

- Die Stadt Vilshofen mit 135 Gemeindeteilen:
  - Hauptort Vilshofen
  - Ehemaliger Markt Pleinting
  - Pfarrdörfer Alkofen, Aunkirchen und Sandbach
  - Kirchdorf Schönerting
  - Dörfer Achaueröd, Albersdorf, Algerting, Bacheröd, Böcklbach, Dobl, Dorf, Eben I, Eben II, Einöd, Fischeröd, Gaisbruck, Giglmörn, Gruböd, Hennermais, Hitzling, Hölzlöd, Hördt, Hundsöd, Kothwies, Liessing, Maierholz, Marterberg, Mattenham, Mühlham, Oberreit, Pfudrachöd, Pleckental, Primsdobl, Ratzing, Reifziehberg, Reisach, Reut, Scheunöd, Schmalhof, Schullering, Schwanham, Seestetten, Sollasöd, Strenn, Thannet, Unterbuch, Waizenbach, Weidenhof, Wimm, Wirtsholz, Witzling und Zeitlarn
  - Weiler Altfalter, Daxlarn, Dreibuchenmais, Edlpoint, Grafenmühl, Habernagl, Haid, Haideröd, Haimbuch, Haißenöd, Hattenham, Hennersreit, Hochreut, Holzhäuser, Hörgessing, Huböd, Kapping, Kehrwisching, Knadlarn, Kuffing, Lenau, Lindach, Mahd, Mühldorferöd, Oberbuch, Pfeiferöd, Pickling, Reisach, Setzenbach, Siegl, Stinglloh, Straßeröd, Sulzbachöd, Unterreit, Watzmannsberg, Weg, Wieshof, Wimhof und Winklhof
  - Einöden Aichberg, Alling, Altenöd, Altham, Auhof, Bergham, Birkenöd, Blaimberg, Dinglreit, Dirnberg, Eckersberg, Edt, Eglsöd, Einöd, Endfelden, Falkenöd, Großhochleiten, Hartzeitlarn, Hausbach, Hilgen, Hirnschnell, Hochreit, Holzhub, Hösam, Kalkberg, Kallöd, Kapfham, Kollmenzing, Krenn, Langholz, Lindahof, Lindamühl, Obertal, Renneröd, Reut bei Seestetten, Riegeröd, Schneideröd, Schusteröd, Untertal und Weihersbach
  - Kloster Schweiklberg
  - Sonstiger Ort Kirchbach

- Der Markt Wegscheid mit 84 Gemeindeteilen:
  - Hauptort Wegscheid
  - Pfarrdörfer Thalberg und Wildenranna. Das Kirchdorf Hochwinkl
  - Dörfer Aiglsöd, Eidenberg, Hartmannsreut, Hirschenberg, Kailing, Kasberg, Kleinrathberg, Kohlwies, Kramerschlag, Krennerhäuser, Lacken, Maierhof, Meßnerschlag, Meßnerschlagerwaide, Mitterwasser, Möslberg, Mühldemmelberg, Schönau, Stüblhäuser und Thurnreuth
  - Weiler Draxlweg, Eckwies, Friedrichsberg, Fronau, Froschau, Garmer, Gossingerreut, Großrathberg, Hangerleiten, Kappel, Karlhäuser, Kohlstatt, Maierstockberg, Monigottsöd, Niederwegscheid, Oppenberg, Pölzöd, Rablhäuser, Rannahof, Richtermühle, Riendlhäuser, Sägwies, Sperlbrunn, Steindlberg, Stiermühl, Tumpenberg, Wippling und Wüstenberg
  - Einöden Frickenhammer, Froschreut, Furthäusl, Haslingerhammer, Heindlmühle, Hochwurz, Jägermühle, Kasbergerwaid, Kitzau, Lengau, Mitterkratzen, Obermühle, Pommeislhammer, Ponholz, Puffermühle, Pufferwies, Rannasäge, Raschmühl, Reichartsreut, Rosenau, Schabenkasing, Schlatthäusl, Schlattlmühle, Steinbachhäusl, Steinmühl, Stinglwiese, Waldlmühle, Wasserstatt, Winklhammer, Wührhügel und Zaunmühle
  - Sanatorium Schlehreut

- Der Markt Windorf mit 77 Gemeindeteilen:
  - Hauptort Windorf
  - Pfarrdörfer Otterskirchen und Rathsmannsdorf
  - Dörfer Besensandbach, Breiteich, Ebersberg, Frauendorf, Gaishofen, Haitzing, Hidring, Hitzing, Kading, Lemberg, Neuhofen, Oberhart, Renholding, Ried, Schwarzhöring, Silling, Socking, Stampfing, Stetting und Walding
  - Weiler Anger, Atzing, Babing, Berg, Bertholling, Birka, Deichselberg, Desching, Doblmühle, Eglsee, Erlhof, Fisching, Gerading, Gottholling, Hatzing, Höbersdorf, Kalteneck, Klinghof, Kreiling, Naßkamping, Oberreit, Punzing, Ragaul, Ratzenleithen, Schönhart, Sessing, Söldenham, Solla, Steining, Stelza, Vordergalgenberg, Weiding, Wilhelmshof, Wimberg und Wimm
  - Einöden Aigenberg, Antholling, Doblhof, Doblmühle am Perlbach, Edhäusl, Edhof, Haberg, Hacklsdorf, Haseneck, Hintergalgenberg, Hofstetten, Holzing, Kerschbaum, Kißling, Rennholzberg, Ruhstorf, Scheuereck, Seidlmühle und Unterriegl

- Die Gemeinde Witzmannsberg mit 29 Gemeindeteilen:
  - Kirchdorf Enzersdorf
  - Dörfer Allmunzen, Asenbaum, Gatzerreut, Ilzrettenbach, Kriestorf, Rappenhof, Spitzendorf , Trasfelden, Waltendorf, Witzingerreut und Witzmannsberg
  - Weiler Adlmühle, Eppendorf, Farnham, Hof, Kafering, Lueg, Niederham und Wolfersdorf
  - Einöden Adlhof, Edhof, Grubhof, Leithen, Obermühlbachmühle, Pfefferhof, Pötzersdorf, Schneidermühle und Untermühlbachmühle

## Alphabetische Liste
In Fettschrift erscheinen die Orte, die namengebend für die Gemeinde sind.

### A
- Abraham zu Neuburg a.Inn
- Achaueröd zu Vilshofen
- Ackersberg zu Ortenburg
- Adenberg zu Aldersbach
- Adlhof zu Witzmannsberg
- Adlmörting zu Bad Griesbach i.Rottal
- Adlmühle zu Witzmannsberg
- Afham zu Bad Griesbach i.Rottal
- Afham zu Neuhaus a.Inn
- Afham zu Ortenburg
- Agendorf zu Aidenbach
- Aicha zu Bad Griesbach i.Rottal
- Aicha zu Beutelsbach
- Aicha zu Kößlarn
- Aicha zu Rotthalmünster
- Aicha im Tal zu Bad Griesbach i.Rottal
- Aicha vorm Wald
- Aichberg zu Vilshofen
- Aichet zu Hofkirchen
- Aichet zu Thyrnau
- Aiching zu Fürstenzell
- Aichmühle zu Bad Füssing
- Aidenbach
- Aigen am Inn zu Bad Füssing
- Aigenberg zu Windorf
- Aiglsöd zu Wegscheid
- Ainsen zu Bad Füssing
- Aisterham zu Ortenburg
- Albersdorf zu Vilshofen
- Aldersbach
- Algerting zu Vilshofen
- Alkofen zu Vilshofen
- Allerting zu Tiefenbach
- Allertsöd zu Rotthalmünster
- Alling zu Vilshofen
- Allmunzen zu Witzmannsberg
- Altasbach zu Rotthalmünster
- Altenmarkt zu Fürstenzell
- Altenöd zu Vilshofen
- Altenreit zu Eging a.See
- Alter Pfarrhof zu Tiefenbach
- Altfalter zu Vilshofen
- Altham zu Vilshofen
- Altschörg zu Rotthalmünster
- Alzenhof zu Eging a.See
- Alzenmühle zu Eging a.See
- Am Johannesbad zu Bad Füssing
- Am Käserberg zu Aldersbach
- Ambrosmühl zu Salzweg
- Ammerreuth zu Aldersbach
- Amsham zu Bad Griesbach i.Rottal
- Andorf zu Rotthalmünster
- Andriching zu Rotthalmünster
- Anetzbergerhof zu Hauzenberg
- Anger zu Hofkirchen
- Anger zu Ruhstorf a.d.Rott
- Anger zu Windorf
- Angering zu Bad Füssing
- Angl zu Salzweg
- Angloh zu Kirchham
- Anham zu Beutelsbach
- Anleng zu Haarbach
- Anschießing zu Tittling
- Antesberg zu Tiefenbach
- Antholling zu Windorf
- Anzenreuth zu Hutthurm
- Anzing zu Pocking
- Arbing zu Aicha vorm Wald
- Asbach zu Rotthalmünster
- Asenbauer zu Rotthalmünster
- Asenbaum zu Witzmannsberg
- Asenham zu Ruhstorf a.d.Rott
- Asperl zu Malching
- Aspertsham zu Fürstenzell
- Aspertshub zu Kößlarn
- Atzenberg zu Ruderting
- Atzenberg zu Aldersbach
- Atzing zu Beutelsbach
- Atzing zu Windorf
- Atzmannsdorf zu Salzweg
- Au zu Bad Griesbach i.Rottal
- Au zu Beutelsbach
- Au zu Ortenburg
- Au zu Rotthalmünster
- Au zu Ruhstorf a.d.Rott
- Aubach zu Fürstenzell
- Aubach zu Hauzenberg
- Aubach zu Neuburg a.Inn
- Aubachmühle zu Hauzenberg
- Auberg zu Hutthurm
- Aufeld zu Hauzenberg
- Aufhausen zu Bad Füssing
- Auggenthal zu Rotthalmünster
- Auhäusl zu Hauzenberg
- Auhäusl zu Salzweg
- Auhof zu Vilshofen
- Aumühle zu Fürstenzell
- Aumühle zu Hutthurm
- Aumühle zu Pocking
- Aumühle zu Tettenweis
- Aunberg zu Ortenburg
- Aunham zu Bad Griesbach i.Rottal
- Aunkirchen zu Vilshofen
- Auretsdobl zu Rotthalmünster
- Auretzdorf zu Hutthurm
- Ausbach zu Pocking
- Ausham zu Fürstenzell
- Außernreuth zu Salzweg

↑ Zurück zum Inhaltsverzeichnis

### B
- Babing zu Windorf
- Bach zu Kirchham
- Bacheröd zu Vilshofen
- Bachhäusl zu Hauzenberg
- Bachhäusl zu Untergriesbach
- Bäckerreut zu Tiefenbach
- Bad Füssing
- Bad Griesbach i.Rottal
- Bad Griesbach-Therme zu Bad Griesbach i.Rottal
- Bad Höhenstadt zu Fürstenzell
- Baderöd zu Rotthalmünster
- Badlhof zu Tittling
- Barhof zu Ruhstorf a.d.Rott
- Bärnau zu Pocking
- Bärnbach zu Hutthurm
- Bärnbachmühle zu Obernzell
- Bärndobl zu Ortenburg
- Bärnreuth zu Büchlberg
- Bärnthal zu Aidenbach
- Basendobl zu Ruhstorf a.d.Rott
- Baumbauer zu Tettenweis
- Baumgarten zu Bad Griesbach i.Rottal
- Baumgarten zu Ortenburg
- Bauzing zu Hauzenberg
- Beham zu Malching
- Beham zu Pocking
- Beiglöd zu Aldersbach
- Berating zu Rotthalmünster
- Berbing zu Hauzenberg
- Berg zu Hofkirchen
- Berg zu Pocking
- Berg zu Rotthalmünster
- Berg zu Ruhstorf a.d.Rott
- Berg zu Tettenweis
- Berg zu Windorf
- Berger zu Haarbach
- Bergham zu Beutelsbach
- Bergham zu Haarbach
- Bergham zu Malching
- Bergham zu Vilshofen
- Berghausen zu Malching
- Berghof zu Ortenburg
- Berghof zu Untergriesbach
- Berging zu Ruhstorf a.d.Rott
- Bernwalln zu Kößlarn
- Bertholling zu Windorf
- Besensandbach zu Windorf
- Beutelsbach
- Biberg zu Malching
- Bibing zu Fürstenzell
- Bichlberg zu Hofkirchen
- Biering zu Kößlarn
- Biermaier zu Malching
- Binderhügel zu Sonnen
- Bindering zu Ortenburg
- Binderöd zu Haarbach
- Binderöd zu Kößlarn
- Birchau zu Bad Griesbach i.Rottal
- Birka zu Ortenburg
- Birka zu Windorf
- Birkenöd zu Vilshofen
- Birket zu Thyrnau
- Birndorf zu Tettenweis
- Blaimberg zu Vilshofen
- Blasen zu Ortenburg
- Blindham zu Ortenburg
- Böcklbach zu Vilshofen
- Boderding zu Tiefenbach
- Böheimmühle zu Ruderting
- Böhmöd zu Eging a.See
- Böhmreut zu Tittling
- Bongern zu Malching
- Brand zu Hauzenberg
- Brandschachen zu Bad Füssing
- Brauchsdorf zu Tiefenbach
- Breinreith zu Tettenweis
- Breiteich zu Windorf
- Breitenberg
- Breitengern zu Neuburg a.Inn
- Breitenloh zu Bad Griesbach i.Rottal
- Breitreut zu Ortenburg
- Breitwies zu Obernzell
- Breitwies zu Tettenweis
- Brennberg zu Bad Griesbach i.Rottal
- Brennschinken zu Hutthurm
- Brimsmaier zu Bad Griesbach i.Rottal
- Bromberg zu Fürstenzell
- Bruck zu Aicha vorm Wald
- Bruckhaus zu Tettenweis
- Bruckhof zu Pocking
- Bruckleiten zu Sonnen
- Bruckmühl zu Hofkirchen
- Bründlleithen zu Rotthalmünster
- Brunnader zu Pocking
- Brunndobl zu Fürstenzell
- Brunndobl zu Kößlarn
- Brunnreut zu Untergriesbach
- Brunnwies zu Haarbach
- Buch zu Beutelsbach
- Buch zu Ortenburg
- Buch zu Rotthalmünster
- Buch zu Ruhstorf a.d.Rott
- Buch zu Tiefenbach
- Buchenöd zu Aidenbach
- Buchet zu Bad Griesbach i.Rottal
- Buchet zu Ortenburg
- Buchet zu Ruhstorf a.d.Rott
- Büchl zu Neukirchen vorm Wald
- Büchlberg
- Buchsee zu Thyrnau
- Bucklmühle zu Malching
- Bullarn zu Malching
- Bunding zu Tettenweis
- Burgdobl zu Fürstenzell
- Burgerding zu Tettenweis
- Burgstall zu Eging a.See
- Burgstallberg zu Breitenberg
- Butzenberg zu Ortenburg

↑ Zurück zum Inhaltsverzeichnis

### C
- Churfürst zu Bad Griesbach i.Rottal
- Churfürst zu Haarbach

↑ Zurück zum Inhaltsverzeichnis

### D
- Danglöd zu Kößlarn
- Dantl am Hart zu Malching
- Daxlarn zu Vilshofen
- Deichselberg zu Windorf
- Deisböck zu Malching
- Demmlstadl zu Ortenburg
- Denk zu Rotthalmünster
- Denkhof zu Büchlberg
- Desching zu Windorf
- Dettenbachhof zu Neukirchen vorm Wald
- Dienberg zu Untergriesbach
- Diendorf zu Untergriesbach
- Dinglreit zu Fürstenzell
- Dinglreit zu Vilshofen
- Dirnberg zu Vilshofen
- Distlzweil zu Fürstenzell
- Dobl zu Bad Griesbach i.Rottal
- Dobl zu Haarbach
- Dobl zu Neuburg a.Inn
- Dobl zu Ortenburg
- Dobl zu Rotthalmünster
- Dobl zu Ruhstorf a.d.Rott
- Dobl zu Tittling
- Dobl zu Vilshofen
- Doblham zu Pocking
- Doblhof zu Windorf
- Doblmühle zu Windorf
- Doblmühle am Perlbach zu Windorf
- Döfreuth zu Neuhaus a.Inn
- Dommelstadl zu Neuburg a.Inn
- Donauwetzdorf zu Thyrnau
- Dorf zu Fürstenzell
- Dorf zu Vilshofen
- Dorfbach zu Ortenburg
- Dornreut zu Tiefenbach
- Döttlmühle zu Neukirchen vorm Wald
- Draxing zu Büchlberg
- Draxlweg zu Wegscheid
- Dreiblbauer zu Malching
- Dreibuchenmais zu Vilshofen
- Driehäupl zu Malching
- Drittenthal zu Ortenburg
- Droinend zu Tettenweis
- Druchsöd zu Kößlarn
- Dürnöd zu Bad Füssing
- Dürrmühle zu Untergriesbach
- Duscherpoint zu Hauzenberg
- Duschlöd zu Aldersbach

↑ Zurück zum Inhaltsverzeichnis

### E
- Eben zu Hauzenberg
- Eben zu Hofkirchen
- Eben zu Tiefenbach
- Eben zu Vilshofen
- Eben zu Vilshofen
- Ebental zu Ruderting
- Eberhardsberg zu Büchlberg
- Ebersberg zu Windorf
- Ebertsfelden zu Kößlarn
- Ebertsöd zu Kößlarn
- Eck zu Aldersbach
- Eck zu Untergriesbach
- Eckartsöd zu Bad Griesbach i.Rottal
- Eckersäg zu Untergriesbach
- Eckersberg zu Vilshofen
- Eckerstampf zu Obernzell
- Eckerstampf zu Untergriesbach
- Eckhof zu Tiefenbach
- Ecking zu Aicha vorm Wald
- Eckmühle zu Untergriesbach
- Eckwies zu Wegscheid
- Ed zu Kirchham
- Ed zu Rotthalmünster
- Edelsbrunn zu Aldersbach
- Eden zu Bad Griesbach i.Rottal
- Eden zu Ruhstorf a.d.Rott
- Eden zu Tettenweis
- Edengrub zu Bad Griesbach i.Rottal
- Edenweg zu Fürstenzell
- Ederlsdorf zu Obernzell
- Edhäusl zu Windorf
- Edhof zu Windorf
- Edhof zu Witzmannsberg
- Edlham zu Hofkirchen
- Edlhof zu Obernzell
- Edlpoint zu Vilshofen
- Edlwang zu Fürstenzell
- Edt zu Aicha vorm Wald
- Edt zu Bad Griesbach i.Rottal
- Edt zu Fürstenzell
- Edt zu Haarbach
- Edt zu Hofkirchen
- Edt zu Pocking
- Edt zu Vilshofen
- Edthof zu Büchlberg
- Eggen zu Kirchham
- Eggenberg zu Rotthalmünster
- Eggersdorf zu Salzweg
- Eggersdorf zu Thyrnau
- Eggersham zu Pocking
- Eggerswiesen zu Fürstenzell
- Eggerting zu Aldersbach
- Egglfing am Inn zu Bad Füssing
- Eging a.See
- Eglsee zu Malching
- Eglsee zu Ruhstorf a.d.Rott
- Eglsee zu Windorf
- Eglsöd zu Vilshofen
- Eholfing zu Ruhstorf a.d.Rott
- Eiching zu Ruhstorf a.d.Rott
- Eidenberg zu Wegscheid
- Einöd zu Vilshofen
- Einöd zu Vilshofen
- Einöden zu Bad Griesbach i.Rottal
- Einzenberg zu Fürstenstein
- Einzendobl zu Eging a.See
- Einzendoblmühle zu Fürstenstein
- Eisensteg zu Tittling
- Eitlöd zu Bad Füssing
- Eitzingerreut zu Hauzenberg
- Elexenbach zu Ortenburg
- Endau zu Fürstenzell
- Endfelden zu Vilshofen
- Endham zu Bad Griesbach i.Rottal
- Endsfelden zu Untergriesbach
- Engertsham zu Fürstenzell
- Engertsöd zu Malching
- Englboldsdorf zu Salzweg
- Englburg zu Tittling
- Engleder zu Tettenweis
- Englöd zu Haarbach
- Enichl zu Rotthalmünster
- Enthof zu Kößlarn
- Entweg zu Hofkirchen
- Enzenbach zu Rotthalmünster
- Enzersdorf zu Witzmannsberg
- Enzing zu Malching
- Eppendorf zu Witzmannsberg
- Epping zu Tiefenbach
- Erben zu Pocking
- Erbersdobl zu Ruhstorf a.d.Rott
- Erbertsöd zu Tettenweis
- Erlau zu Obernzell
- Erlbach zu Kirchham
- Erlet zu Hauzenberg
- Erlhof zu Windorf
- Eschberg zu Hutthurm
- Eschlbach zu Haarbach
- Essenbach zu Ruhstorf a.d.Rott
- Euling zu Ruhstorf a.d.Rott
- Euzersdorf zu Salzweg

↑ Zurück zum Inhaltsverzeichnis

### F
- Facklmühle zu Thyrnau
- Fadering zu Beutelsbach
- Falkenöd zu Bad Griesbach i.Rottal
- Falkenöd zu Vilshofen
- Fälsching zu Fürstenstein
- Faltlleithen zu Rotthalmünster
- Farnham zu Witzmannsberg
- Fattendorf zu Thyrnau
- Fatting zu Tiefenbach
- Feiln zu Ruhstorf a.d.Rott
- Feldhäusl zu Untergriesbach
- Felding zu Pocking
- Ferzing zu Neukirchen vorm Wald
- Fetzenöd zu Rotthalmünster
- Feuerschwendt zu Neukirchen vorm Wald
- Ficht zu Untergriesbach
- Fichtwiesen zu Untergriesbach
- Fickenhof zu Aicha vorm Wald
- Fickenhofmühle zu Aicha vorm Wald
- Figermühle zu Obernzell
- Fillasöd zu Ruderting
- Fischeröd zu Vilshofen
- Fischhaus zu Ruderting
- Fisching zu Windorf
- Flickenöd zu Bad Füssing
- Forstberg zu Malching
- Forsthub zu Bad Griesbach i.Rottal
- Forsting zu Bad Griesbach i.Rottal
- Förstl zu Bad Griesbach i.Rottal
- Forstlehn zu Malching
- Forstner zu Malching
- Forstöd zu Kößlarn
- Frankenberg zu Tettenweis
- Franklbach zu Salzweg
- Frankldorf zu Salzweg
- Fratzendorf zu Neukirchen vorm Wald
- Frauendorf zu Windorf
- Frauenhof zu Salzweg
- Frauenholz zu Aicha vorm Wald
- Frauenmühle zu Rotthalmünster
- Frauenmühle zu Tiefenbach
- Frauenöd zu Rotthalmünster
- Freihof zu Büchlberg
- Freiling zu Haarbach
- Freimadlsäge zu Büchlberg
- Freinberg zu Kößlarn
- Freiung zu Ruhstorf a.d.Rott
- Freiung zu Tettenweis
- Freudenberg zu Haarbach
- Freudenheim zu Haarbach
- Freudenöd zu Bad Griesbach i.Rottal
- Freudensee zu Hauzenberg
- Freundorf zu Aldersbach
- Freyung zu Beutelsbach
- Frickenhammer zu Wegscheid
- Friebersdorf zu Neukirchen vorm Wald
- Friedlgrub zu Untergriesbach
- Friedrichsberg zu Wegscheid
- Frimhöring zu Ruhstorf a.d.Rott
- Fronau zu Wegscheid
- Froschau zu Ortenburg
- Froschau zu Wegscheid
- Froschreut zu Wegscheid
- Fuchshub zu Bad Griesbach i.Rottal
- Fuchsöd zu Kößlarn
- Fünfeichen zu Fürstenzell
- Fürhaupt zu Hauzenberg
- Fürsetzing zu Hauzenberg
- Fürstdobl zu Neuburg a.Inn
- Fürstenstein
- Fürstenzell
- Fürstmühl zu Hofkirchen
- Furthäusl zu Wegscheid
- Furtner zu Bad Griesbach i.Rottal

↑ Zurück zum Inhaltsverzeichnis

### G
- Gablöd zu Tiefenbach
- Gadham zu Fürstenzell
- Gainstorf zu Aldersbach
- Gaisbach zu Hutthurm
- Gaisbruck zu Vilshofen
- Gaishofen zu Windorf
- Gaisruck zu Eging a.See
- Gaisruckmühle zu Eging a.See
- Galgenberg zu Aldersbach
- Galla zu Ortenburg
- Gammertshof zu Untergriesbach
- Ganharting zu Aicha vorm Wald
- Gänshall zu Ruhstorf a.d.Rott
- Garham zu Hauzenberg
- Garham zu Hofkirchen
- Garmer zu Wegscheid
- Gassenmann zu Ortenburg
- Gastering zu Thyrnau
- Gastorf zu Ruderting
- Gatzerreut zu Witzmannsberg
- Gebrechtshof zu Untergriesbach
- Gebrechtsmühle zu Untergriesbach
- Geferting zu Tiefenbach
- Gegenbach zu Breitenberg
- Gehersberg zu Tittling
- Geierhof zu Neukirchen vorm Wald
- Geiermühle zu Neukirchen vorm Wald
- Geiersberg zu Hauzenberg
- Geigen zu Bad Füssing
- Geisberg zu Bad Griesbach i.Rottal
- Geisberg am Wald zu Bad Griesbach i.Rottal
- Geisberger zu Tettenweis
- Geiselberg zu Fürstenzell
- Gelbersdorf zu Hofkirchen
- Gemeindewies zu Hauzenberg
- Gerading zu Windorf
- Gerau zu Pocking
- Gerau zu Tettenweis
- Gerlesberg zu Tiefenbach
- Germannsberg zu Büchlberg
- Germannsdorf zu Hauzenberg
- Gern zu Pocking
- Gern zu Tiefenbach
- Geroling zu Tettenweis
- Gerstloh zu Kößlarn
- Gföhret zu Fürstenzell
- Gießhübl zu Ortenburg
- Gießübl zu Hauzenberg
- Giglmörn zu Vilshofen
- Gimpl zu Malching
- Gimpl auf der Stadlöd zu Rotthalmünster
- Gimplarn zu Fürstenzell
- Ginglsöd zu Fürstenzell
- Glotzing zu Hauzenberg
- Glotzing zu Untergriesbach
- Gmein zu Hofkirchen
- Gneisting zu Tittling
- Göbertsham zu Ortenburg
- Gögging zu Bad Füssing
- Gollnerberg zu Breitenberg
- Gollnerhäuser zu Breitenberg
- Gollwitzer zu Fürstenzell
- Goppenberg zu Beutelsbach
- Gossingerreut zu Wegscheid
- Gosting zu Thyrnau
- Göttersberg zu Tittling
- Gottholling zu Windorf
- Gotting zu Tiefenbach
- Gotting zu Untergriesbach
- Götting zu Malching
- Gottschall zu Malching
- Gottsdorf zu Untergriesbach
- Götzendorf zu Neukirchen vorm Wald
- Götzing zu Tiefenbach
- Grabling zu Hutthurm
- Grafenmühl zu Vilshofen
- Grafmühle zu Thyrnau
- Gramming zu Tiefenbach
- Greil zu Ortenburg
- Grieshof zu Aicha vorm Wald
- Griesingsreith zu Kößlarn
- Grieskirchen zu Bad Griesbach i.Rottal
- Grillenberg zu Thyrnau
- Grillenöd zu Haarbach
- Grögöd zu Untergriesbach
- Grongörgen zu Haarbach
- Großhaarbach zu Tettenweis
- Großhochleiten zu Vilshofen
- Großrathberg zu Wegscheid
- Großsandten zu Fürstenzell
- Großtann zu Fürstenzell
- Großthann zu Bad Griesbach i.Rottal
- Großthannensteig zu Hutthurm
- Großtrenk zu Bad Griesbach i.Rottal
- Grub zu Haarbach
- Grub zu Hauzenberg
- Grub zu Obernzell
- Grub zu Tettenweis
- Grub zu Untergriesbach
- Grubhof zu Hofkirchen
- Grubhof zu Hutthurm
- Grubhof zu Neukirchen vorm Wald
- Grubhof zu Witzmannsberg
- Grüblmühle zu Hauzenberg
- Grüblmühle zu Tiefenbach
- Gruböd zu Vilshofen
- Grubwies zu Sonnen
- Grünau zu Untergriesbach
- Grünberg zu Kößlarn
- Grund zu Ruhstorf a.d.Rott
- Gründobl zu Fürstenzell
- Grüneröd zu Aldersbach
- Grünet zu Neuburg a.Inn
- Grüntobel zu Fürstenzell
- Gsteinöd zu Hofkirchen
- Gstetten zu Pocking
- Gstöcket zu Aicha vorm Wald
- Gstöcket zu Neukirchen vorm Wald
- Gstöttmühle zu Salzweg
- Gummering zu Büchlberg
- Gumperting zu Aldersbach
- Gunzing zu Aidenbach
- Guppenberg zu Hauzenberg
- Gurlarn zu Fürstenzell
- Guttenhofen zu Hutthurm
- Gutwiesen zu Büchlberg

↑ Zurück zum Inhaltsverzeichnis

### H
- Haag zu Aldersbach
- Haag zu Bad Griesbach i.Rottal
- Haag zu Hauzenberg
- Haag zu Neukirchen vorm Wald
- Haag zu Salzweg
- Haagwies zu Hauzenberg
- Haar zu Obernzell
- Haar zu Pocking
- Haarbach
- Haarbacherloh zu Haarbach
- Haarbachfeld zu Haarbach
- Haasen zu Haarbach
- Haberg zu Windorf
- Habernagl zu Vilshofen
- Habersdorf zu Untergriesbach
- Hachelberg zu Hofkirchen
- Hacken zu Haarbach
- Hacklmühle zu Ortenburg
- Hacklsdorf zu Windorf
- Hader zu Ruhstorf a.d.Rott
- Hafering zu Fürstenzell
- Hafning zu Tiefenbach
- Hagenham zu Hofkirchen
- Hager zu Bad Griesbach i.Rottal
- Haghäusel zu Hauzenberg
- Haid zu Pocking
- Haid zu Vilshofen
- Haidach zu Aldersbach
- Haideck zu Aldersbach
- Haidenburg zu Aldersbach
- Haidenhof zu Hauzenberg
- Haidensäg zu Sonnen
- Haideröd zu Vilshofen
- Haidhäuser zu Pocking
- Haidreuth zu Tiefenbach
- Haidzing zu Pocking
- Haimbuch zu Vilshofen
- Haißenöd zu Vilshofen
- Haitzing zu Windorf
- Haizing zu Büchlberg
- Halmöd zu Haarbach
- Halmstein zu Malching
- Hamet zu Untergriesbach
- Hangerleiten zu Breitenberg
- Hangerleiten zu Wegscheid
- Hanzing zu Untergriesbach
- Harham zu Malching
- Harmansöd zu Malching
- Harmering zu Eging a.See
- Harreröd zu Aldersbach
- Hart zu Bad Füssing
- Hart zu Malching
- Hartham zu Neuhaus a.Inn
- Hartingerhof zu Büchlberg
- Hartkirchen zu Pocking
- Hartmannsbrand zu Hutthurm
- Hartmannsreit zu Eging a.See
- Hartmannsreut zu Wegscheid
- Hartzeitlarn zu Vilshofen
- Haselbach zu Tiefenbach
- Haselberg zu Sonnen
- Haselham zu Tiefenbach
- Haselmühle zu Tiefenbach
- Hasenberg zu Bad Griesbach i.Rottal
- Haseneck zu Windorf
- Hasling zu Ortenburg
- Haslingerhammer zu Wegscheid
- Haslreith zu Bad Griesbach i.Rottal
- Hastorf zu Untergriesbach
- Hattenham zu Vilshofen
- Hatzesberg zu Ruderting
- Hatzing zu Windorf
- Haufenberg zu Fürstenzell
- Haunberg zu Bad Griesbach i.Rottal
- Haunersdorf zu Untergriesbach
- Haunreut zu Fürstenzell
- Hauptmannsberg zu Aidenbach
- Hausbach zu Vilshofen
- Hausberg zu Fürstenzell
- Hausenberg zu Haarbach
- Hausmanning zu Ruhstorf a.d.Rott
- Hauzenberg
- Hauzenberg zu Tiefenbach
- Heft zu Aidenbach
- Heftlehner zu Tettenweis
- Heideck zu Büchlberg
- Heigerding zu Ruhstorf a.d.Rott
- Heigerting zu Ruhstorf a.d.Rott
- Heiligenbrunnmühle zu Büchlberg
- Heimpering zu Ortenburg
- Heindlmühle zu Wegscheid
- Heinriching zu Tettenweis
- Heinrichsdobl zu Ruhstorf a.d.Rott
- Heinrichsdorf zu Aldersbach
- Hellham zu Rotthalmünster
- Hemerau zu Hauzenberg
- Hengersberg zu Kößlarn
- Henhart zu Hofkirchen
- Hennermais zu Vilshofen
- Hennersreit zu Vilshofen
- Henning zu Ruhstorf a.d.Rott
- Herrnholz zu Sonnen
- Herrnwies zu Untergriesbach
- Hidring zu Windorf
- Hieblmühle zu Fürstenzell
- Hiefing zu Fürstenzell
- Hiendlöd zu Aldersbach
- Hierling zu Ortenburg
- Hifering zu Ortenburg
- Hilbing zu Malching
- Hilgartsberg zu Hofkirchen
- Hilgen zu Vilshofen
- Hilking zu Ortenburg
- Hilleröd zu Fürstenzell
- Hilling zu Bad Füssing
- Hilloed zu Haarbach
- Hinding zu Ortenburg
- Hindlau zu Ruhstorf a.d.Rott
- Hindling zu Rotthalmünster
- Hinterau zu Sonnen
- Hinterberg zu Kirchham
- Hintergalgenberg zu Windorf
- Hinterhainberg zu Ortenburg
- Hinterkühberg zu Untergriesbach
- Hinteröd zu Aldersbach
- Hinteröd zu Kirchham
- Hintersäg zu Untergriesbach
- Hinterschloß zu Ortenburg
- Hinterskirchen zu Beutelsbach
- Hirla zu Rotthalmünster
- Hirnschnell zu Vilshofen
- Hirschenberg zu Breitenberg
- Hirschenberg zu Wegscheid
- Hirt zu Aldersbach
- Hirting zu Rotthalmünster
- Hirzing zu Tiefenbach
- Hissenau zu Fürstenzell
- Hitzing zu Thyrnau
- Hitzing zu Untergriesbach
- Hitzing zu Windorf
- Hitzling zu Haarbach
- Hitzling zu Vilshofen
- Höbersdorf zu Windorf
- Höch zu Neuburg a.Inn
- Hocheck zu Fürstenzell
- Höchfelden zu Neuhaus a.Inn
- Höchfelden zu Rotthalmünster
- Hochgstaudert zu Hutthurm
- Hochhaus zu Ortenburg
- Hochhaus zu Ruhstorf a.d.Rott
- Hochleithen zu Malching
- Hochreit zu Vilshofen
- Hochreut zu Untergriesbach
- Hochreut zu Vilshofen
- Hochwiesel zu Untergriesbach
- Hochwinkl zu Wegscheid
- Hochwurz zu Wegscheid
- Höck zu Ortenburg
- Hof zu Büchlberg
- Hof zu Haarbach
- Hof zu Hofkirchen
- Hof zu Kirchham
- Hof zu Salzweg
- Hof zu Tiefenbach
- Hof zu Witzmannsberg
- Hofacker zu Hauzenberg
- Hofgarten zu Kirchham
- Hofkirchen
- Höfl zu Ortenburg
- Hofmark zu Fürstenzell
- Hofreith zu Kößlarn
- Hofstetten zu Eging a.See
- Hofstetten zu Haarbach
- Hofstetten zu Salzweg
- Hofstetten zu Windorf
- Hohenau zu Fürstenzell
- Höhenberg zu Untergriesbach
- Hoheneich zu Kirchham
- Höhenmühle zu Ruhstorf a.d.Rott
- Hohenwart zu Tittling
- Höherberg zu Neukirchen vorm Wald
- Hoisberg zu Kößlarn
- Höll zu Bad Griesbach i.Rottal
- Hölldobl zu Bad Griesbach i.Rottal
- Hollerbach zu Aidenbach
- Höllöd zu Rotthalmünster
- Höllthal zu Bad Griesbach i.Rottal
- Höllwies zu Sonnen
- Holzbach zu Fürstenzell
- Holzgattern zu Sonnen
- Holzham zu Hofkirchen
- Holzham zu Neuhaus a.Inn
- Holzhammer zu Fürstenzell
- Holzhaus zu Bad Füssing
- Holzhausen zu Aldersbach
- Holzhäuser zu Aldersbach
- Holzhäuser zu Bad Füssing
- Holzhäuser zu Fürstenzell
- Holzhäuser zu Haarbach
- Holzhäuser zu Kößlarn
- Holzhäuser zu Rotthalmünster
- Holzhäuser zu Rotthalmünster
- Holzhäuser zu Ruhstorf a.d.Rott
- Holzhäuser zu Tettenweis
- Holzhäuser zu Vilshofen
- Holzhäuser bei Ottenberg zu Tettenweis
- Holzhäusl zu Untergriesbach
- Holzhub zu Vilshofen
- Holzing zu Windorf
- Holzkirchen zu Ortenburg
- Hölzlmaier zu Bad Griesbach i.Rottal
- Hölzlöd zu Vilshofen
- Holzöd zu Ruhstorf a.d.Rott
- Holzschleife zu Obernzell
- Holzstadl zu Fürstenzell
- Höng zu Fürstenzell
- Hopsing zu Aicha vorm Wald
- Hörbertsham zu Fürstenzell
- Hördt zu Vilshofen
- Hörgertsham zu Ruhstorf a.d.Rott
- Hörgessing zu Vilshofen
- Hörmannsberg zu Tiefenbach
- Hörmannsdorf zu Eging a.See
- Hörmannsdorf zu Tittling
- Hörreut zu Thyrnau
- Hösam zu Vilshofen
- Hotting zu Ruhstorf a.d.Rott
- Hötzdorf zu Hutthurm
- Hötzendorf zu Neukirchen vorm Wald
- Hötzendorf zu Tittling
- Hötzenham zu Haarbach
- Hötzling zu Ruhstorf a.d.Rott
- Hötzmannsöd zu Obernzell
- Hub zu Bad Füssing
- Hub zu Fürstenzell
- Hub zu Pocking
- Hub bei Griesbach zu Bad Griesbach i.Rottal
- Hub bei Weng zu Bad Griesbach i.Rottal
- Huberlöw zu Rotthalmünster
- Hubersberg zu Bad Griesbach i.Rottal
- Hubing zu Untergriesbach
- Hübing zu Ortenburg
- Huböd zu Vilshofen
- Hubreith zu Kößlarn
- Hufnagl zu Hofkirchen
- Humpertsau zu Ruhstorf a.d.Rott
- Hunaberg zu Hauzenberg
- Hund zu Pocking
- Hundsdorf zu Thyrnau
- Hundshaupten zu Bad Griesbach i.Rottal
- Hundsmaier zu Bad Griesbach i.Rottal
- Hundsöd zu Fürstenzell
- Hundsöd zu Vilshofen
- Hundsruck zu Untergriesbach
- Hundswinkl zu Salzweg
- Hurn zu Malching
- Hütten zu Salzweg
- Huttenthal zu Neuhaus a.Inn
- Hütter zu Aldersbach
- Hutthurm
- Hütting zu Ruhstorf a.d.Rott

↑ Zurück zum Inhaltsverzeichnis

### I
- Ilzrettenbach zu Witzmannsberg
- Indinger zu Tettenweis
- Innerhartsberg zu Hauzenberg
- Inneröd zu Hauzenberg
- Innerreut zu Salzweg
- Inzing zu Pocking
- Irching zu Bad Füssing
- Irgenöd zu Ortenburg
- Irlmühle zu Ruderting
- Irring zu Tiefenbach
- Irsham zu Fürstenzell
- Irsöd zu Fürstenzell
- Isarhofen zu Ortenburg

↑ Zurück zum Inhaltsverzeichnis

### J
- Jägerbild zu Breitenberg
- Jägermühle zu Wegscheid
- Jägeröd zu Salzweg
- Jägersteig zu Breitenberg
- Jägerwirth zu Fürstenzell
- Jaging zu Ortenburg
- Jahrdorf zu Hauzenberg
- Jahrdorferschacht zu Hauzenberg
- Jederschwing zu Eging a.See
- Jetzenau zu Malching
- Jochenstein zu Untergriesbach
- Judenhof zu Salzweg

↑ Zurück zum Inhaltsverzeichnis

### K
- Kading zu Windorf
- Kafering zu Witzmannsberg
- Kafferding zu Tiefenbach
- Kager zu Bad Griesbach i.Rottal
- Kagerreut zu Untergriesbach
- Kailing zu Wegscheid
- Kaina zu Rotthalmünster
- Kaindlmühle zu Hauzenberg
- Kainzöd zu Hauzenberg
- Kaiseraign zu Ortenburg
- Kälberbach zu Neuburg a.Inn
- Kalkberg zu Fürstenzell
- Kalkberg zu Vilshofen
- Kalling zu Eging a.See
- Kallöd zu Ortenburg
- Kallöd zu Vilshofen
- Kalteneck zu Hutthurm
- Kalteneck zu Windorf
- Kaltenöd zu Ortenburg
- Kaltrum zu Hauzenberg
- Kamm zu Ortenburg
- Kammerwetzdorf zu Büchlberg
- Kamping zu Salzweg
- Kandling zu Tettenweis
- Kapfham zu Fürstenstein
- Kapfham zu Hofkirchen
- Kapfham zu Pocking
- Kapfham zu Thyrnau
- Kapfham zu Vilshofen
- Kappel zu Wegscheid
- Kappelgarten zu Untergriesbach
- Kapping zu Vilshofen
- Kaps zu Fürstenzell
- Kapsreit zu Ruhstorf a.d.Rott
- Kargl vorm Wald zu Malching
- Karglöd zu Aldersbach
- Karlhäuser zu Wegscheid
- Karpfham zu Bad Griesbach i.Rottal
- Karpfham zu Rotthalmünster
- Kasberg zu Wegscheid
- Kasbergerwaid zu Wegscheid
- Kasöd zu Neuhaus a.Inn
- Katzham zu Bad Griesbach i.Rottal
- Kehrwisching zu Vilshofen
- Keinzlmühle zu Sonnen
- Kelchham zu Thyrnau
- Kellberg zu Haarbach
- Kellberg zu Thyrnau
- Kemading zu Bad Griesbach i.Rottal
- Kemating bei Bad Höhenstadt zu Fürstenzell
- Kemating bei Voglarn zu Fürstenzell
- Kemauthen zu Haarbach
- Kernmühle zu Thyrnau
- Kerschbaum zu Windorf
- Kettenham zu Beutelsbach
- Kienzlmühle zu Thyrnau
- Kienzlreuth zu Thyrnau
- Kiesling zu Salzweg
- Kiesling zu Tiefenbach
- Kinatöd zu Hauzenberg
- Kindleinsberg zu Salzweg
- Kinsing zu Salzweg
- Kinzesberg zu Untergriesbach
- Kirchbach zu Vilshofen
- Kirchberg vorm Wald zu Tiefenbach
- Kirchham
- Kißling zu Windorf
- Kittlmühle zu Büchlberg
- Kitzau zu Wegscheid
- Kitzbichl zu Fürstenzell
- Klafterding zu Hofkirchen
- Kleeberg zu Beutelsbach
- Kleeberg zu Ruhstorf a.d.Rott
- Kleeham zu Hutthurm
- Kleinfelden zu Salzweg
- Kleingern zu Fürstenzell
- Kleinhaarbach zu Tettenweis
- Kleinloipertsham zu Fürstenzell
- Kleinrathberg zu Wegscheid
- Kleintann zu Fürstenzell
- Kleinthann zu Haarbach
- Kleinthannensteig zu Hutthurm
- Kleintrenk zu Bad Griesbach i.Rottal
- Klessing zu Beutelsbach
- Klessing zu Fürstenzell
- Klessing zu Neukirchen vorm Wald
- Klingermühle zu Aicha vorm Wald
- Klingerreuth zu Hauzenberg
- Klinghof zu Windorf
- Klobach zu Haarbach
- Klössing zu Hutthurm
- Klugsöd zu Ortenburg
- Knadlarn zu Ortenburg
- Knadlarn zu Vilshofen
- Knappenhäusl zu Untergriesbach
- Knittlmühle zu Untergriesbach
- Knödlsederhof zu Hauzenberg
- Knoglham zu Tettenweis
- Köching zu Aidenbach
- Koglhof zu Salzweg
- Kohlbachmühle zu Untergriesbach
- Kohlleiten zu Kößlarn
- Kohlpoint zu Ruhstorf a.d.Rott
- Kohlstatt zu Breitenberg
- Kohlstatt zu Wegscheid
- Kohlwies zu Wegscheid
- Koj zu Pocking
- Kojmühle zu Pocking
- Kolleralpe zu Hauzenberg
- Kollersberg zu Hauzenberg
- Kollmann zu Ortenburg
- Kollmannsöd zu Pocking
- Kollmenzing zu Vilshofen
- Kollmering zu Eging a.See
- Kollnberg zu Fürstenstein
- Kollnbergmühle zu Fürstenstein
- Kollnöd zu Rotthalmünster
- Kolomann zu Neukirchen vorm Wald
- Königbach zu Ortenburg
- Königswiese zu Pocking
- Kopfsberg zu Neuburg a.Inn
- Köpfstatt zu Bad Griesbach i.Rottal
- Kopp zu Rotthalmünster
- Köpplhof zu Hutthurm
- Köpplmühl zu Hutthurm
- Kößlarn
- Kothingrub zu Tittling
- Kothmühle zu Büchlberg
- Kothwies zu Vilshofen
- Kramerschlag zu Wegscheid
- Kramersdorf zu Hauzenberg
- Kramersepp zu Aldersbach
- Kreiling zu Tettenweis
- Kreiling zu Windorf
- Kremplsberg zu Hutthurm
- Kremsöd zu Bad Griesbach i.Rottal
- Krenn zu Vilshofen
- Krennerhäuser zu Wegscheid
- Krennleiten zu Tettenweis
- Kreuzbach zu Haarbach
- Kriestorf zu Aldersbach
- Kriestorf zu Witzmannsberg
- Krietzing zu Salzweg
- Krinning zu Hauzenberg
- Kroding zu Untergriesbach
- Kroißen zu Haarbach
- Kroißenhof zu Eging a.See
- Kroißenmühle zu Eging a.See
- Kronawitten zu Salzweg
- Kronawitten zu Untergriesbach
- Kronawitthof zu Untergriesbach
- Kroneck zu Ruhstorf a.d.Rott
- Kronholz zu Haarbach
- Kronöd zu Haarbach
- Kronöd zu Ortenburg
- Kronreut zu Tiefenbach
- Kronthal zu Ortenburg
- Kropfmühl zu Hauzenberg
- Krottenberg zu Ruhstorf a.d.Rott
- Krottenthal zu Fürstenzell
- Krottenthal zu Untergriesbach
- Krumpendobl zu Kößlarn
- Kuffing zu Vilshofen
- Kühbach zu Rotthalmünster
- Kühbeckberg zu Hofkirchen
- Kühberg zu Untergriesbach
- Kühhügl zu Ortenburg
- Kühloh zu Fürstenzell
- Kühnham zu Pocking
- Kühweid zu Ruhstorf a.d.Rott
- Kumpfmühle zu Fürstenzell
- Kurzeichet zu Neuburg a.Inn
- Kurzenbruck zu Beutelsbach
- Kurzholz zu Bad Griesbach i.Rottal
- Kurzholz zu Fürstenzell

↑ Zurück zum Inhaltsverzeichnis

### L
- Lachham zu Fürstenzell
- Lacken zu Hauzenberg
- Lacken zu Wegscheid
- Lageln zu Rotthalmünster
- Laina zu Rotthalmünster
- Lämmersdorf zu Untergriesbach
- Landirn zu Hutthurm
- Langdobl zu Haarbach
- Langenbruck zu Beutelsbach
- Langholz zu Vilshofen
- Lanzendorf zu Tittling
- Lapperding zu Tiefenbach
- Lebersberg zu Hutthurm
- Lederbach zu Bad Griesbach i.Rottal
- Ledering zu Beutelsbach
- Lehen zu Aicha vorm Wald
- Lehen zu Fürstenstein
- Leherbauer zu Rotthalmünster
- Leingart zu Ortenburg
- Leitendobl zu Malching
- Leitenmühle zu Hauzenberg
- Leithen zu Hofkirchen
- Leithen zu Kößlarn
- Leithen zu Neuburg a.Inn
- Leithen zu Pocking
- Leithen zu Rotthalmünster
- Leithen zu Thyrnau
- Leithen zu Tiefenbach
- Leithen zu Witzmannsberg
- Leitzing zu Salzweg
- Leizesberg zu Untergriesbach
- Lemberg zu Windorf
- Lenau zu Vilshofen
- Lengau zu Wegscheid
- Lengfelden zu Ortenburg
- Lengfelden zu Tiefenbach
- Lenzersdorf zu Hutthurm
- Lenzingerberg zu Hutthurm
- Leopoldsberg zu Tettenweis
- Leopoldsdorf zu Obernzell
- Leopoldsruh zu Ruhstorf a.d.Rott
- Leoprechting zu Hutthurm
- Lerchberg zu Hofkirchen
- Lerchen zu Haarbach
- Lichtenau zu Hauzenberg
- Lichtenöd zu Salzweg
- Liebenreut zu Fürstenzell
- Lieblmühle zu Hauzenberg
- Liegharting zu Ruhstorf a.d.Rott
- Liessing zu Vilshofen
- Limbach zu Salzweg
- Lindach zu Malching
- Lindach zu Tiefenbach
- Lindach zu Vilshofen
- Lindahof zu Vilshofen
- Lindamühl zu Vilshofen
- Lindau zu Ruhstorf a.d.Rott
- Lindbüchl zu Hauzenberg
- Linden zu Ortenburg
- Linden zu Untergriesbach
- Linding zu Rotthalmünster
- Lindlmühle zu Untergriesbach
- Loh zu Haarbach
- Loh zu Kößlarn
- Lohfeld zu Ortenburg
- Lohhof zu Tiefenbach
- Lohmann zu Bad Griesbach i.Rottal
- Loifing zu Hauzenberg
- Loipertsham zu Fürstenzell
- Loipfering zu Eging a.See
- Loizersdorf zu Tittling
- Loosing zu Neukirchen vorm Wald
- Löwenau zu Rotthalmünster
- Löwmühle zu Thyrnau
- Ludlmühle zu Tettenweis
- Lueg zu Witzmannsberg
- Lug zu Rotthalmünster
- Lughof zu Ortenburg
- Luisenthal zu Ortenburg

↑ Zurück zum Inhaltsverzeichnis

### M
- Machham zu Haarbach
- Mahd zu Fürstenzell
- Mahd zu Hauzenberg
- Mahd zu Vilshofen
- Maierhof zu Aldersbach
- Maierhof zu Bad Griesbach i.Rottal
- Maierhof zu Ortenburg
- Maierhof zu Pocking
- Maierhof zu Rotthalmünster
- Maierhof zu Ruhstorf a.d.Rott
- Maierhof zu Tettenweis
- Maierhof zu Thyrnau
- Maierhof zu Tiefenbach
- Maierhof zu Wegscheid
- Maierholz zu Vilshofen
- Maieröd zu Fürstenzell
- Maiersberg zu Ortenburg
- Maierstockberg zu Wegscheid
- Mailham zu Rotthalmünster
- Mairau zu Untergriesbach
- Malching
- Malgertsham zu Kößlarn
- Mandlmühle zu Aidenbach
- Manertsöd zu Rotthalmünster
- Manzenberg zu Büchlberg
- Marterberg zu Vilshofen
- Märzing zu Eging a.See
- Masering zu Tittling
- Mattau zu Neuhaus a.Inn
- Mattenham zu Vilshofen
- Matzenberg zu Obernzell
- Matzenöd zu Bad Griesbach i.Rottal
- Mausmühle zu Tiefenbach
- Meier am Hof zu Kößlarn
- Meiering zu Aldersbach
- Meßnerschlag zu Wegscheid
- Meßnerschlagerwaide zu Wegscheid
- Minsing zu Aicha vorm Wald
- Minsingermühle zu Aicha vorm Wald
- Mistlbach zu Aidenbach
- Mitterbrünst zu Büchlberg
- Mitterdorf zu Ruhstorf a.d.Rott
- Mittereck zu Untergriesbach
- Mitterhaarbach zu Tettenweis
- Mitterham zu Tettenweis
- Mitterkratzen zu Wegscheid
- Mitterling zu Hutthurm
- Mittermühl zu Tiefenbach
- Mittermühle zu Thyrnau
- Mitteröd zu Thyrnau
- Mitterreut zu Untergriesbach
- Mitterreuthen zu Bad Füssing
- Mitterrohr zu Pocking
- Mitterwasser zu Wegscheid
- Mittich zu Neuhaus a.Inn
- Möging zu Neukirchen vorm Wald
- Monigottsöd zu Wegscheid
- Moos zu Aldersbach
- Moos zu Bad Griesbach i.Rottal
- Moos zu Beutelsbach
- Moos zu Kirchham
- Moos zu Tiefenbach
- Moosbauer zu Fürstenzell
- Moosham zu Ortenburg
- Mooshaus zu Pocking
- Moosmühle zu Kößlarn
- Moserholz zu Hofkirchen
- Möslberg zu Wegscheid
- Mötzling zu Aicha vorm Wald
- Mühldemmelberg zu Wegscheid
- Mühldorferöd zu Vilshofen
- Mühlham zu Vilshofen
- Mühlholz zu Eging a.See
- Mühlloh zu Hofkirchen
- Mühlreit zu Eging a.See
- München zu Hutthurm
- Munzing zu Fürstenzell
- Muth zu Tittling

↑ Zurück zum Inhaltsverzeichnis

### N
- Naglbauer zu Malching
- Naglmühle zu Rotthalmünster
- Nammering zu Fürstenstein
- Naßkamping zu Windorf
- Nebling zu Untergriesbach
- Neppersdorf zu Neukirchen vorm Wald
- Neuburg a.Inn
- Neuderting zu Hofkirchen
- Neudöbl zu Ruhstorf a.d.Rott
- Neugertsham zu Rotthalmünster
- Neuhaus zu Ortenburg
- Neuhaus zu Tiefenbach
- Neuhaus a.Inn
- Neuhäuser zu Salzweg
- Neuhäusl zu Hauzenberg
- Neuhausmühle zu Hutthurm
- Neuhofen zu Tettenweis
- Neuhofen zu Windorf
- Neuindling zu Pocking
- Neukirchen a.Inn zu Neuburg a.Inn
- Neukirchen vorm Wald
- Neukl zu Bad Griesbach i.Rottal
- Neuloipfering zu Eging a.See
- Neumühle zu Breitenberg
- Neumühle zu Hauzenberg
- Neureuth zu Untergriesbach
- Neusessing zu Aicha vorm Wald
- Neustift zu Aldersbach
- Neustift zu Hauzenberg
- Neustift zu Ortenburg
- Neuwimm zu Kößlarn
- Nicklgut zu Ortenburg
- Niederbrünst zu Hauzenberg
- Niedergrün zu Bad Griesbach i.Rottal
- Niederham zu Aicha vorm Wald
- Niederham zu Haarbach
- Niederham zu Ortenburg
- Niederham zu Witzmannsberg
- Niederhof zu Malching
- Niederhofen zu Ruhstorf a.d.Rott
- Niederindling zu Pocking
- Niederkümmering zu Hauzenberg
- Niedermühle zu Bad Griesbach i.Rottal
- Niederndorf zu Hofkirchen
- Niederndorf zu Untergriesbach
- Niederneureuth zu Sonnen
- Niedernhart zu Tiefenbach
- Niedernhof zu Obernzell
- Niederöd zu Aldersbach
- Niederpretz zu Hutthurm
- Niederreisching zu Neuburg a.Inn
- Niederreith zu Ruhstorf a.d.Rott
- Niederreutern zu Bad Griesbach i.Rottal
- Niederschärding zu Neuhaus a.Inn
- Niederwegscheid zu Wegscheid
- Niederweng zu Bad Griesbach i.Rottal
- Niesberg zu Neukirchen vorm Wald
- Nirsching zu Büchlberg
- Nöham zu Pocking
- Nottau zu Hauzenberg
- Nottau zu Obernzell
- Nündorf zu Malching
- Nußbaum zu Aicha vorm Wald
- Nussertsham zu Haarbach

↑ Zurück zum Inhaltsverzeichnis

### O
- Oberaign zu Fürstenzell
- Oberbuch zu Vilshofen
- Oberdiendorf zu Hauzenberg
- Obereichet zu Fürstenzell
- Obergrün zu Bad Griesbach i.Rottal
- Oberham zu Bad Griesbach i.Rottal
- Oberham zu Beutelsbach
- Oberhart zu Windorf
- Oberhartdobl zu Ortenburg
- Oberhaselbach zu Tiefenbach
- Oberhaushof zu Fürstenzell
- Oberhiebl zu Malching
- Oberhof zu Malching
- Oberholz zu Hauzenberg
- Oberhörbach zu Haarbach
- Oberiglbach zu Ortenburg
- Oberilzmühle zu Salzweg
- Oberindling zu Pocking
- Oberirsham zu Fürstenzell
- Oberjacking zu Tiefenbach
- Oberkaining zu Tiefenbach
- Oberkatzendorf zu Büchlberg
- Oberkogl zu Tiefenbach
- Oberkümmering zu Hauzenberg
- Oberlangrain zu Hofkirchen
- Obermühlbachmühle zu Witzmannsberg
- Obermühle zu Bad Griesbach i.Rottal
- Obermühle zu Büchlberg
- Obermühle zu Fürstenzell
- Obermühle zu Wegscheid
- Oberndobl zu Beutelsbach
- Oberndorf zu Bad Griesbach i.Rottal
- Oberndorf zu Haarbach
- Oberndorf zu Tiefenbach
- Oberneuhäusl zu Hauzenberg
- Oberneureuth zu Sonnen
- Oberneureutherwaid zu Sonnen
- Oberneustift zu Hofkirchen
- Oberngschaid zu Hofkirchen
- Obernstein zu Breitenberg
- Obernzell
- Oberöd zu Ortenburg
- Oberöd zu Tiefenbach
- Oberöd zu Untergriesbach
- Oberoh zu Ortenburg
- Oberötzdorf zu Untergriesbach
- Oberpolling zu Fürstenstein
- Oberpretz zu Hutthurm
- Oberreisching zu Fürstenzell
- Oberreit zu Vilshofen
- Oberreit zu Windorf
- Oberreith zu Ruhstorf a.d.Rott
- Oberreut zu Untergriesbach
- Oberreuthen zu Bad Füssing
- Oberriegl zu Hofkirchen
- Oberrohr zu Pocking
- Oberschöllnach zu Hofkirchen
- Oberschwärzenbach zu Tettenweis
- Obersimbach zu Fürstenzell
- Obersimboln zu Salzweg
- Obersulzbach zu Fürstenzell
- Obertal zu Vilshofen
- Oberthalham zu Haarbach
- Oberthambach zu Haarbach
- Oberuttlau zu Haarbach
- Oberwesterbach zu Kößlarn
- Ochsenreut zu Untergriesbach
- Öd zu Kößlarn
- Öd zu Obernzell
- Oderer zu Fürstenzell
- Ödhof zu Hauzenberg
- Ödstadl zu Obernzell
- Oed zu Fürstenstein
- Oed zu Pocking
- Oedmann zu Rotthalmünster
- Oitzet zu Hofkirchen
- Ölat zu Aldersbach
- Oppenberg zu Wegscheid
- Ornatsöd zu Untergriesbach
- Ort zu Kirchham
- Ortenburg
- Osterholzen zu Kirchham
- Ottenberg zu Tettenweis
- Ottenöd zu Ortenburg
- Otterskirchen zu Windorf
- Otting zu Eging a.See
- Ötzing zu Tiefenbach

↑ Zurück zum Inhaltsverzeichnis

### P
- Panholz zu Fürstenstein
- Panholz zu Thyrnau
- Papiermühle zu Thyrnau
- Parnham zu Tettenweis
- Parschalling zu Ortenburg
- Parsting zu Fürstenzell
- Parzham zu Bad Griesbach i.Rottal
- Parzham zu Fürstenzell
- Passerting zu Eging a.See
- Pattenham zu Rotthalmünster
- Paulberg zu Ortenburg
- Paulusberg zu Untergriesbach
- Pemelöd zu Fürstenzell
- Penning zu Rotthalmünster
- Penzenstadl zu Hauzenberg
- Penzing zu Aidenbach
- Perling zu Hauzenberg
- Permeting zu Tiefenbach
- Peslöd zu Fürstenzell
- Petermühl zu Tiefenbach
- Petzenberg zu Hauzenberg
- Petzersberg zu Ruderting
- Pfaffenhof zu Pocking
- Pfaffenreut zu Untergriesbach
- Pfaffing zu Pocking
- Pfalsau zu Fürstenzell
- Pfarrhof zu Aicha vorm Wald
- Pfefferhof zu Witzmannsberg
- Pfeiferöd zu Vilshofen
- Pfenningbach zu Neuburg a.Inn
- Pfudrachöd zu Vilshofen
- Philippswart zu Hofkirchen
- Pichl zu Bad Füssing
- Pickling zu Vilshofen
- Piesting zu Ruhstorf a.d.Rott
- Pillham zu Ruhstorf a.d.Rott
- Pilling zu Neukirchen vorm Wald
- Pilzweg zu Fürstenzell
- Pimshof zu Pocking
- Pimsöd zu Bad Füssing
- Pirka zu Hofkirchen
- Pirking zu Neukirchen vorm Wald
- Pisling zu Hauzenberg
- Pleckental zu Vilshofen
- Pleinting zu Vilshofen
- Pocking
- Poigham zu Tettenweis
- Poinzaun zu Bad Füssing
- Pölzöd zu Wegscheid
- Pommeislhammer zu Wegscheid
- Ponholz zu Wegscheid
- Popolarn zu Kößlarn
- Pörndorf zu Aldersbach
- Pötzersdorf zu Witzmannsberg
- Poxöd zu Pocking
- Prag zu Hutthurm
- Preising zu Kößlarn
- Preming zu Tittling
- Prenzing zu Pocking
- Preßfurt zu Aicha vorm Wald
- Pretz zu Tittling
- Prexlmühl zu Tiefenbach
- Priel zu Rotthalmünster
- Priel zu Untergriesbach
- Prims zu Fürstenzell
- Primsdobl zu Vilshofen
- Probstöd zu Ortenburg
- Puffermühle zu Wegscheid
- Pufferwies zu Wegscheid
- Pulvermühle zu Thyrnau
- Pumstetten zu Neuhaus a.Inn
- Punzing zu Windorf
- Putz zu Malching
- Putzöd zu Kößlarn

↑ Zurück zum Inhaltsverzeichnis

### R
- Rablhäuser zu Wegscheid
- Rackling zu Obernzell
- Ragaul zu Windorf
- Ragern zu Kößlarn
- Rainding zu Haarbach
- Ramesberg zu Untergriesbach
- Raming zu Fürstenstein
- Ramling zu Hutthurm
- Rammelsbach zu Ortenburg
- Rampersdorf zu Untergriesbach
- Rannaberg zu Sonnen
- Rannahof zu Wegscheid
- Rannasäge zu Wegscheid
- Rannerding zu Aidenbach
- Rannetsreit zu Eging a.See
- Ranzing zu Tettenweis
- Ranzing zu Tiefenbach
- Rappenhof zu Witzmannsberg
- Rappmannsberg zu Beutelsbach
- Raschmühl zu Wegscheid
- Raßbach zu Thyrnau
- Raßberg zu Hauzenberg
- Raßreuth zu Hauzenberg
- Rast zu Tiefenbach
- Rastbüchl zu Breitenberg
- Rathsmannsdorf zu Windorf
- Ratzenleithen zu Windorf
- Ratzing zu Salzweg
- Ratzing zu Untergriesbach
- Ratzing zu Vilshofen
- Rauscher zu Tettenweis
- Rauscheröd zu Ortenburg
- Rauschöd zu Haarbach
- Rechab zu Untergriesbach
- Reding zu Neuhaus a.Inn
- Rehschaln zu Fürstenzell
- Rehwinkl zu Bad Griesbach i.Rottal
- Reichartsreut zu Wegscheid
- Reifziehberg zu Vilshofen
- Reindlöd zu Pocking
- Reisach zu Ruderting
- Reisach zu Tiefenbach
- Reisach zu Vilshofen
- Reisach zu Vilshofen
- Reisbach zu Bad Griesbach i.Rottal
- Reiserberg zu Ruderting
- Reiserfeld zu Ruhstorf a.d.Rott
- Reising zu Fürstenzell
- Reisner zu Kirchham
- Reisting zu Pocking
- Reit zu Aldersbach
- Reit zu Hofkirchen
- Reitberg zu Büchlberg
- Reitern zu Hofkirchen
- Reith zu Kirchham
- Reith zu Malching
- Reith zu Pocking
- Reith zu Rotthalmünster
- Reith zu Tettenweis
- Reithof zu Ruderting
- Reitmaier zu Rotthalmünster
- Renfting zu Hauzenberg
- Renholding zu Aicha vorm Wald
- Renholding zu Windorf
- Renneröd zu Vilshofen
- Rennholzberg zu Windorf
- Renning zu Neukirchen vorm Wald
- Reschau zu Ruhstorf a.d.Rott
- Rettenberg zu Tiefenbach
- Reut zu Fürstenzell
- Reut zu Tiefenbach
- Reut zu Untergriesbach
- Reut zu Vilshofen
- Reut bei Seestetten zu Vilshofen
- Reutern zu Bad Griesbach i.Rottal
- Reutern zu Rotthalmünster
- Reuth zu Aicha vorm Wald
- Reuth zu Aldersbach
- Reuth zu Fürstenstein
- Reuth zu Neuburg a.Inn
- Reutherfurth zu Fürstenstein
- Richtermühle zu Untergriesbach
- Richtermühle zu Wegscheid
- Richting zu Neukirchen vorm Wald
- Ried zu Windorf
- Riedenburg zu Bad Füssing
- Riedertsham zu Haarbach
- Riedhof zu Rotthalmünster
- Riedhof zu Tettenweis
- Riedl zu Untergriesbach
- Riedlerhof zu Untergriesbach
- Riedlöd zu Kößlarn
- Riegeröd zu Vilshofen
- Riendlhäuser zu Wegscheid
- Ritzging zu Eging a.See
- Ritzing zu Tiefenbach
- Rockerfing zu Ruderting
- Röcklmühle zu Aicha vorm Wald
- Rodler zu Tettenweis
- Rohrbach zu Eging a.See
- Rohrbachholz zu Eging a.See
- Röhrendobl zu Hauzenberg
- Röhrn zu Ortenburg
- Roidenhub zu Kirchham
- Roitham zu Tittling
- Roll zu Untergriesbach
- Rollhäusl zu Obernzell
- Rosenau zu Wegscheid
- Rosenberg zu Ruhstorf a.d.Rott
- Röslöd zu Aldersbach
- Roßau zu Sonnen
- Rothau zu Tittling
- Rothaumühle zu Tittling
- Rothenkreuz zu Untergriesbach
- Rothmahd zu Hauzenberg
- Rothof zu Neuhaus a.Inn
- Rottau zu Pocking
- Rottdobl zu Bad Griesbach i.Rottal
- Rottersham zu Ruhstorf a.d.Rott
- Rottfelling zu Rotthalmünster
- Rotthalmünster
- Rotthof zu Bad Griesbach i.Rottal
- Rotthof zu Ruhstorf a.d.Rott
- Rottmaier zu Malching
- Rottwerk zu Pocking
- Rötzing zu Tiefenbach
- Ruberting zu Eging a.See
- Rucking zu Rotthalmünster
- Ruderting
- Ruhmannsdorf zu Hauzenberg
- Ruhstorf zu Windorf
- Ruhstorf a.d.Rott
- Rußmühle zu Ruderting
- Rußöd zu Hutthurm
- Rutzing zu Pocking

↑ Zurück zum Inhaltsverzeichnis

### S
- Saag zu Neukirchen vorm Wald
- Sachsenham zu Haarbach
- Saderreut zu Büchlberg
- Safferl zu Rotthalmünster
- Safferstetten zu Bad Füssing
- Sagermühle zu Rotthalmünster
- Sägwies zu Wegscheid
- Salzgattern zu Hutthurm
- Salzweg
- Sammarei zu Ortenburg
- Sandbach zu Vilshofen
- Sandten zu Fürstenzell
- Sankt Peter zu Aldersbach
- Sankt Salvator zu Bad Griesbach i.Rottal
- Sankt Wolfgang zu Bad Griesbach i.Rottal
- Sanzenhof zu Fürstenstein
- Sanzing zu Neukirchen vorm Wald
- Satzbach zu Thyrnau
- Saxing zu Untergriesbach
- Schabenkasing zu Wegscheid
- Schachert zu Hauzenberg
- Schachlöd zu Kößlarn
- Schaibing zu Thyrnau
- Schaibing zu Untergriesbach
- Schalkham zu Ortenburg
- Schalkham zu Rotthalmünster
- Schallnöd zu Ortenburg
- Schambach zu Kirchham
- Schauberg zu Sonnen
- Schenkendobl zu Ruhstorf a.d.Rott
- Schergendorf zu Untergriesbach
- Scherleinsöd zu Untergriesbach
- Scheuereck zu Fürstenzell
- Scheuereck zu Windorf
- Scheunöd zu Vilshofen
- Schieferöd zu Bad Füssing
- Schilding zu Aicha vorm Wald
- Schildorn zu Bad Griesbach i.Rottal
- Schindelwöhr zu Ruhstorf a.d.Rott
- Schlatthäusl zu Wegscheid
- Schlattlmühle zu Wegscheid
- Schlehreut zu Wegscheid
- Schlott zu Ortenburg
- Schlott zu Salzweg
- Schlott zu Tiefenbach
- Schlupfing zu Pocking
- Schmalhof zu Rotthalmünster
- Schmalhof zu Vilshofen
- Schmalzöd zu Haarbach
- Schmelzenholzham zu Haarbach
- Schmelzing zu Neuburg a.Inn
- Schmelzöd zu Ortenburg
- Schmidham zu Ruhstorf a.d.Rott
- Schmiding zu Thyrnau
- Schmidöd zu Kößlarn
- Schmidöd zu Tiefenbach
- Schmölz zu Thyrnau
- Schneepoint zu Rotthalmünster
- Schneidermühl zu Tittling
- Schneidermühle zu Witzmannsberg
- Schneideröd zu Vilshofen
- Schneideröden zu Sonnen
- Schnellertsham zu Haarbach
- Schnellham zu Pocking
- Schnelling zu Tiefenbach
- Schöchlöd zu Bad Füssing
- Schöfbach zu Aidenbach
- Schöfbach zu Ortenburg
- Schöffau zu Rotthalmünster
- Schönau zu Fürstenzell
- Schönau zu Neuburg a.Inn
- Schönau zu Wegscheid
- Schönburg zu Breitenberg
- Schönberghäuser zu Breitenberg
- Schönburg zu Pocking
- Schönerting zu Vilshofen
- Schönhart zu Windorf
- Schönmoos zu Kößlarn
- Schönwiese zu Sonnen
- Schörgendorf zu Thyrnau
- Schratzenberg zu Bad Griesbach i.Rottal
- Schreindobl zu Kößlarn
- Schreinerhäusl zu Untergriesbach
- Schröck zu Hauzenberg
- Schulerbruch zu Hauzenberg
- Schullering zu Vilshofen
- Schusteröd zu Vilshofen
- Schwaibach zu Ortenburg
- Schwaiberg zu Tiefenbach
- Schwaig zu Aldersbach
- Schwaim zu Bad Griesbach i.Rottal
- Schwanham zu Vilshofen
- Schwarz zu Tettenweis
- Schwarzholz zu Aldersbach
- Schwarzhöring zu Windorf
- Schwarzmühle zu Salzweg
- Schweiklberg zu Vilshofen
- Schwieging zu Büchlberg
- Schwiewag zu Ortenburg
- Schwolgau zu Büchlberg
- Seehof zu Hofkirchen
- Seestetten zu Vilshofen
- Seidlmühle zu Windorf
- Seier zu Aldersbach
- Seiersdorf zu Salzweg
- Seining zu Tiefenbach
- Semmelreut zu Hofkirchen
- Senftl zu Rotthalmünster
- Senget zu Kirchham
- Senging zu Aidenbach
- Sessing zu Windorf
- Setzenbach zu Vilshofen
- Sextlgrub zu Beutelsbach
- Sibler zu Bad Griesbach i.Rottal
- Sickenthal zu Neukirchen vorm Wald
- Sicking zu Ruhstorf a.d.Rott
- Sickling zu Hauzenberg
- Sicklingermühle zu Hauzenberg
- Siebenhasen zu Tittling
- Sieghartsmühle zu Neuhaus a.Inn
- Siegl zu Vilshofen
- Sieglmühle zu Hauzenberg
- Silling zu Windorf
- Singham zu Bad Griesbach i.Rottal
- Sittenberg zu Ruderting
- Socking zu Windorf
- Söldenau zu Ortenburg
- Söldenham zu Windorf
- Solla zu Hofkirchen
- Solla zu Windorf
- Sollasöd zu Vilshofen
- Sölling zu Büchlberg
- Sonnen
- Sonningersteig zu Breitenberg
- Spechting zu Untergriesbach
- Sperklgrub zu Beutelsbach
- Sperlbrunn zu Wegscheid
- Sperrhäusl zu Untergriesbach
- Spiegel zu Ortenburg
- Spielberg zu Kößlarn
- Spieleder zu Tettenweis
- Spiesbrunn zu Breitenberg
- Spirkenöd zu Fürstenzell
- Spitzendorf zu Witzmannsberg
- Spitzholz zu Hofkirchen
- Spitzöd zu Fürstenzell
- Spitzöd zu Pocking
- Sprödhub zu Tettenweis
- Stadlöd zu Kirchham
- Stadlöd zu Pocking
- Stadlreith zu Tettenweis
- Staffenöd zu Hauzenberg
- Stallham zu Neukirchen vorm Wald
- Stampfing zu Windorf
- Starzenöd zu Malching
- Staubermühle zu Kirchham
- Staubmühle zu Kößlarn
- Steina zu Bad Griesbach i.Rottal
- Steinbach zu Ortenburg
- Steinbachhäusl zu Wegscheid
- Steinberg zu Büchlberg
- Steinberg zu Hauzenberg
- Steinbruck zu Untergriesbach
- Steinbüchl zu Salzweg
- Steinbüchl zu Untergriesbach
- Steindlberg zu Wegscheid
- Steindobl zu Fürstenzell
- Steindobl zu Hauzenberg
- Steindorf zu Pocking
- Steindorf zu Rotthalmünster
- Steindorf zu Ruhstorf a.d.Rott
- Steinhiebl zu Malching
- Steinhof zu Neukirchen vorm Wald
- Steinhofmühle zu Hauzenberg
- Steinhügel zu Neuburg a.Inn
- Steinhügl zu Fürstenzell
- Steining zu Fürstenstein
- Steining zu Windorf
- Steinkirchen zu Ortenburg
- Steinmühl zu Wegscheid
- Steinmühle zu Büchlberg
- Steinöd zu Obernzell
- Steinpoint zu Aidenbach
- Steinreuth zu Bad Füssing
- Steinwies zu Ruhstorf a.d.Rott
- Stelza zu Windorf
- Stelzmühle zu Neukirchen vorm Wald
- Stelzöd zu Kößlarn
- Stemplingerhof zu Hauzenberg
- Stempmühl zu Hutthurm
- Sterlwaid zu Hauzenberg
- Stetten zu Aidenbach
- Stetting zu Windorf
- Stiermühl zu Wegscheid
- Stinglloh zu Vilshofen
- Stinglmühle zu Thyrnau
- Stinglwiese zu Wegscheid
- Stockethof zu Thyrnau
- Stocking zu Kirchham
- Stockland zu Ruhstorf a.d.Rott
- Stocköd zu Aldersbach
- Stollberg zu Untergriesbach
- Stollbergmühle zu Untergriesbach
- Stolling zu Salzweg
- Stolzesberg zu Salzweg
- Stolzing zu Aicha vorm Wald
- Strangmühle zu Fürstenzell
- Straß zu Fürstenzell
- Straß zu Neuburg a.Inn
- Straßeröd zu Vilshofen
- Straßkirchen zu Salzweg
- Streicherberg zu Tiefenbach
- Streifing zu Neukirchen vorm Wald
- Strenberg zu Bad Griesbach i.Rottal
- Strenn zu Vilshofen
- Strixen zu Beutelsbach
- Stüblhäuser zu Sonnen
- Stüblhäuser zu Wegscheid
- Stuhlberg zu Salzweg
- Stündln zu Malching
- Stützersdorf zu Tittling
- Sulzbach am Inn zu Ruhstorf a.d.Rott
- Sulzbachöd zu Vilshofen
- Sunklöd zu Kößlarn

↑ Zurück zum Inhaltsverzeichnis

### T
- Tabakstampf zu Untergriesbach
- Tadlhub zu Tettenweis
- Tannenbaum zu Pocking
- Tannet zu Fürstenzell
- Tannöd zu Büchlberg
- Taubenhub zu Tettenweis
- Taubenweid zu Tittling
- Taubing zu Untergriesbach
- Tauschberg zu Ruderting
- Taxberg zu Hauzenberg
- Tettenham zu Tettenweis
- Tettenweis
- Teufelsmühl zu Salzweg
- Teuflöd zu Rotthalmünster
- Thal zu Bad Griesbach i.Rottal
- Thal zu Beutelsbach
- Thal zu Ortenburg
- Thal zu Tiefenbach
- Thalau zu Bad Füssing
- Thalau zu Tettenweis
- Thalberg zu Wegscheid
- Thalham zu Bad Füssing
- Thalham zu Bad Griesbach i.Rottal
- Thalham zu Tiefenbach
- Thalling zu Pocking
- Thanham zu Bad Griesbach i.Rottal
- Thanham zu Kößlarn
- Thannet zu Vilshofen
- Thannreith zu Bad Griesbach i.Rottal
- Thierham zu Bad Füssing
- Thierham zu Sonnen
- Thiersbach zu Bad Griesbach i.Rottal
- Thiessen zu Hauzenberg
- Thurmannsdorf zu Fürstenstein
- Thurn zu Kößlarn
- Thurnreuth zu Wegscheid
- Thyrnau
- Tiefenbach
- Tiefendobl zu Tettenweis
- Tiefleiten zu Breitenberg
- Tiessenhäusl zu Hauzenberg
- Tillbach zu Beutelsbach
- Tittling
- Tracking zu Hofkirchen
- Tragenreuth zu Hutthurm
- Trasfelden zu Witzmannsberg
- Trasham zu Ruderting
- Trautenberg zu Ruderting
- Tresdorf zu Tittling
- Trostling zu Ruhstorf a.d.Rott
- Trümmerer zu Tettenweis
- Tumpenberg zu Wegscheid
- Tutting zu Kirchham

↑ Zurück zum Inhaltsverzeichnis

### U
- Ungarsteig zu Breitenberg
- Unteraign zu Fürstenzell
- Unterbuch zu Vilshofen
- Untereichet zu Fürstenzell
- Untergriesbach
- Untergschaid zu Hofkirchen
- Unterhartdobl zu Ortenburg
- Unterhaushof zu Fürstenzell
- Unterholzen zu Beutelsbach
- Unterhörbach zu Haarbach
- Unteriglbach zu Ortenburg
- Unterilzmühle zu Salzweg
- Unterjacking zu Tiefenbach
- Unterkaining zu Tiefenbach
- Unterkatzendorf zu Büchlberg
- Unterkogl zu Tiefenbach
- Unterlangrain zu Hofkirchen
- Untermühlbachmühle zu Witzmannsberg
- Untermühle zu Bad Griesbach i.Rottal
- Unterneustift zu Hofkirchen
- Unteröd zu Ortenburg
- Unteröd zu Untergriesbach
- Unteroh zu Ortenburg
- Unterötzdorf zu Untergriesbach
- Unterpolling zu Fürstenstein
- Unterreit zu Vilshofen
- Unterreut zu Untergriesbach
- Unterreuthen zu Bad Füssing
- Unterriegl zu Windorf
- Unterrohr zu Pocking
- Unterschöllnach zu Hofkirchen
- Unterschwärzenbach zu Tettenweis
- Untersimbach zu Fürstenzell
- Untersimboln zu Salzweg
- Unterstaudach zu Hofkirchen
- Untertal zu Vilshofen
- Unterthalham zu Haarbach
- Unterthambach zu Haarbach
- Unterthannet zu Ortenburg
- Unteruttlau zu Haarbach
- Untervoglarn zu Fürstenzell
- Unterwesterbach zu Rotthalmünster
- Urberbauer zu Rotthalmünster
- Urfar zu Malching
- Urlharting zu Fürstenzell
- Urlmanning zu Ortenburg
- Uttelsberg zu Kirchham
- Uttigkofen zu Aldersbach

↑ Zurück zum Inhaltsverzeichnis

### V
- Veicht zu Pocking
- Veitlöd zu Kößlarn
- Vendelsberg zu Hutthurm
- Viehweid zu Pocking
- Viertelsbach zu Bad Griesbach i.Rottal
- Vilshofen
- Vocking zu Neukirchen vorm Wald
- Vocking zu Thyrnau
- Voggenreut zu Hofkirchen
- Voglarn zu Fürstenzell
- Voglarn zu Malching
- Vogler zu Aldersbach
- Voglmühle zu Neuhaus a.Inn
- Voglöd zu Bad Füssing
- Voglöd zu Hutthurm
- Volkertsham zu Rotthalmünster
- Vollerding zu Tiefenbach
- Vordergalgenberg zu Windorf
- Vorderhainberg zu Ortenburg
- Vorderschloß zu Ortenburg
- Vorholz zu Untergriesbach
- Vormholz zu Kößlarn
- Vornbach zu Neuhaus a.Inn
- Vorreith zu Ruhstorf a.d.Rott

↑ Zurück zum Inhaltsverzeichnis

### W
- Wackersberg zu Ortenburg
- Waidthoma zu Aidenbach
- Waitzau zu Tettenweis
- Waizenbach zu Vilshofen
- Walchsing zu Aldersbach
- Waldenreut zu Neukirchen vorm Wald
- Waldenreuthermühle zu Neukirchen vorm Wald
- Waldfriede zu Untergriesbach
- Walding zu Windorf
- Waldlmühle zu Wegscheid
- Waldstadt zu Kirchham
- Wallham zu Fürstenzell
- Wallmberg zu Fürstenzell
- Wallmer zu Fürstenzell
- Wallner zu Malching
- Waltendorf zu Witzmannsberg
- Wangham zu Rotthalmünster
- Waning zu Thyrnau
- Wappmannsberg zu Ortenburg
- Wartmanning zu Fürstenzell
- Wasen zu Neuhaus a.Inn
- Wasen zu Pocking
- Wasserstatt zu Wegscheid
- Wastlmühle zu Hauzenberg
- Watzing zu Neukirchen vorm Wald
- Watzmannsberg zu Vilshofen
- Weberreut zu Tiefenbach
- Weferting zu Aicha vorm Wald
- Weg zu Bad Griesbach i.Rottal
- Weg zu Neukirchen vorm Wald
- Weg zu Rotthalmünster
- Weg zu Vilshofen
- Weger zu Rotthalmünster
- Wegertsöd zu Bad Griesbach i.Rottal
- Weghof zu Bad Griesbach i.Rottal
- Weghof zu Ortenburg
- Wegscheid
- Wehrberg zu Hauzenberg
- Wehrhäuser zu Ruhstorf a.d.Rott
- Weidach zu Bad Füssing
- Weidenberg zu Fürstenzell
- Weidenhof zu Aicha vorm Wald
- Weidenhof zu Vilshofen
- Weidenthal zu Fürstenzell
- Weidfeld zu Aldersbach
- Weiding zu Neukirchen vorm Wald
- Weiding zu Windorf
- Weidwies zu Untergriesbach
- Weihermühl zu Thyrnau
- Weiheröd zu Rotthalmünster
- Weiherreuth zu Hauzenberg
- Weihersbach zu Vilshofen
- Weihersberg zu Beutelsbach
- Weihmörting zu Neuhaus a.Inn
- Weihmörting zu Rotthalmünster
- Weikersdorf zu Ruderting
- Weinberg zu Bad Griesbach i.Rottal
- Weinberg zu Kirchham
- Weinberg zu Malching
- Weinberg zu Ortenburg
- Weinberg zu Rotthalmünster
- Weingarten zu Aidenbach
- Weisching zu Neukirchen vorm Wald
- Weißenberg zu Tettenweis
- Welln zu Fürstenzell
- Wendlberg zu Fürstenstein
- Wendlmuth zu Bad Füssing
- Weng zu Aldersbach
- Weng zu Bad Griesbach i.Rottal
- Weng zu Ortenburg
- Wernreith zu Tettenweis
- Wesseslinden zu Untergriesbach
- Wetzstein zu Aldersbach
- Weweck zu Ortenburg
- Wienertsham zu Haarbach
- Wiening zu Aicha vorm Wald
- Wies zu Bad Füssing
- Wies zu Haarbach
- Wiesa zu Beutelsbach
- Wiesberg zu Rotthalmünster
- Wiesen zu Fürstenzell
- Wiesen zu Tettenweis
- Wiesenöd zu Fürstenzell
- Wieshof zu Vilshofen
- Wiesing zu Aicha vorm Wald
- Wiesling zu Bad Griesbach i.Rottal
- Wiffling zu Hofkirchen
- Wifling zu Aldersbach
- Wildenberg zu Tittling
- Wildenranna zu Wegscheid
- Wilhelmshof zu Windorf
- Willenreut zu Fürstenzell
- Willersdorf zu Untergriesbach
- Willhartsberg zu Salzweg
- Wilmerting zu Tiefenbach
- Wimberg zu Fürstenzell
- Wimberg zu Ortenburg
- Wimberg zu Windorf
- Wimhof zu Vilshofen
- Wimm zu Bad Griesbach i.Rottal
- Wimm zu Vilshofen
- Wimm zu Windorf
- Wimmer zu Malching
- Wimmeröd zu Malching
- Wimmhof zu Hofkirchen
- Wimpassing zu Beutelsbach
- Wimperstadl zu Hutthurm
- Wimpeßl zu Bad Griesbach i.Rottal
- Windorf
- Windorf zu Tittling
- Windpassing zu Büchlberg
- Windpassing zu Hauzenberg
- Wingersdorf zu Thyrnau
- Winkl zu Haarbach
- Winkl zu Ruhstorf a.d.Rott
- Winklhammer zu Wegscheid
- Winklhof zu Vilshofen
- Wippling zu Wegscheid
- Wirtsholz zu Vilshofen
- Witzelberg zu Hofkirchen
- Witzersdorf zu Salzweg
- Witzingerreut zu Witzmannsberg
- Witzling zu Neukirchen vorm Wald
- Witzling zu Vilshofen
- Witzmannsberg zu Salzweg
- Witzmannsberg
- Wolfa zu Ortenburg
- Wolfakirchen zu Haarbach
- Wolfersdorf zu Thyrnau
- Wolfersdorf zu Witzmannsberg
- Wolfing zu Pocking
- Wolfschädlmühle zu Büchlberg
- Wolkar zu Hauzenberg
- Wollham zu Pocking
- Wollmering zu Aicha vorm Wald
- Wollstorf zu Tettenweis
- Wopping zu Rotthalmünster
- Wotzdorf zu Hauzenberg
- Wotzing zu Büchlberg
- Wotzmannsdorf zu Hutthurm
- Wührhügel zu Wegscheid
- Wullersdorf zu Ruderting
- Wulzing zu Salzweg
- Würding zu Bad Füssing
- Würding zu Ortenburg
- Würfelsdobl zu Fürstenzell
- Würm zu Bad Griesbach i.Rottal
- Würm zu Untergriesbach
- Wurmaign zu Ortenburg
- Wurmeck zu Salzweg
- Würmmühle zu Untergriesbach
- Wurmstorf zu Rotthalmünster
- Wüstenberg zu Wegscheid

↑ Zurück zum Inhaltsverzeichnis

### Z
- Zachstorf zu Bad Griesbach i.Rottal
- Zanklöd zu Kirchham
- Zaunbrechl zu Untergriesbach
- Zaundorf zu Hofkirchen
- Zaunmühle zu Wegscheid
- Zehentreith zu Bad Griesbach i.Rottal
- Zeindlöd zu Kößlarn
- Zeintlmühl zu Ruhstorf a.d.Rott
- Zeitlarn zu Vilshofen
- Zell zu Haarbach
- Zell zu Ortenburg
- Zell zu Pocking
- Zieglhaus zu Pocking
- Zieglöd zu Bad Füssing
- Ziering zu Untergriesbach
- Zinsberg zu Malching
- Zipf zu Untergriesbach
- Zolling zu Hutthurm
- Zwecking zu Thyrnau
- Zwicklarn zu Bad Füssing
- Zwieselsberg zu Fürstenzell
- Zwischenberg zu Ruderting
- Zwölfling zu Thyrnau

↑ Zurück zum Inhaltsverzeichnis